# Le Dramont
Le Dramont est un hameau de Saint-Raphaël, dans le département français du Var.

## Étymologie
Le nom du Dramont provient du provençal Darmont/Darmount. Le toponyme désigne un bâtiment sur la carte de Cassini : La Tour de Darmont,. La carte de l'état-major de 1820-1866 écrit les toponymes suivants : Tour d'Armont et Pointes d'Armont. L'emplacement de la Tour de Darmont correspond à l'actuel sémaphore.
L'île d'Or s'écrit telle quelle sur la carte de l'état-major de 1820-1866 mais l'Isle de Do sur la carte de Cassini.

## Histoire
Le Dramont est connu et exploité depuis l'Antiquité pour ses gisements d'estérellite, une roche cristalline bleue extrêmement dure qu'on ne trouve pratiquement que là. Au XIXe siècle, l'arrivée du train (en 1864) permet de redynamiser cette activité après plus d'un millénaire d'abandon, et de nombreux ouvriers italiens viennent y extraire la roche pour en faire notamment des pavés (dont une partie est destinée à Paris). 

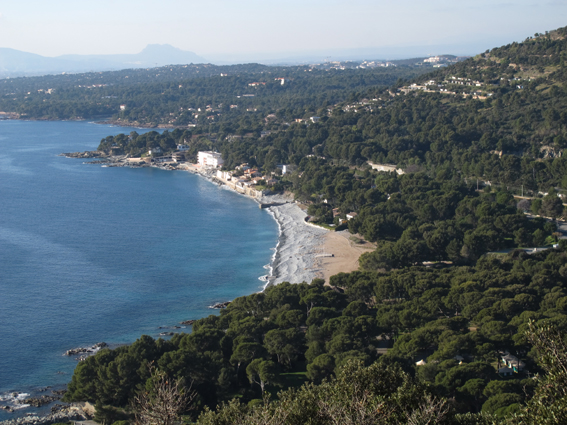
Le Dramont, plage du débarquement vue depuis le sémaphore du cap du Dramont.

La présence sur ce site isolé d'une plage adaptée au transbordement de marchandises lourdes fait choisir au général John E. Dahlquist la plage du Dramont lors du débarquement de Provence ; un mémorial et un cimetière militaire y ont été installés après le conflit. 
Les carrières ne sont plus en activité et se sont remplies d'eau. Elles sont devenues deux lacs désormais dévolus aux sports nautiques estivaux.
Actuellement, le Dramont est principalement une station balnéaire estivale, caractéristique de la Côte d'Azur.

## Géographie

### Situation
Le Dramont est un quartier de Saint-Raphaël, situé entre Boulouris et Agay. 

### Sites importants
Le cap du Dramont porte le principal sémaphore de la région, dans un site naturel préservé, où la flore est particulièrement riche. Déjà situé dans une zone Natura 2000, il est classé au titre des sites remarquables. 
La plage du débarquement, juste au sud du cap, est un lieu important du débarquement des Alliés en Provence (Seconde Guerre mondiale).
Face au cap du Dramont, à 200 mètres, se trouve l'île d'Or, île de 200 m de long environ, sur laquelle est construite une tour carrée de style médiéval mais moderne.
Le port du Poussaï est un petit port de pêche et de plaisance situé dans la faille de rhyolite bleue. 

### Géologie
La roche rouge (rhyolite) est caractéristique de tout le massif de l'Esterel ; elle est d'origine volcanique et date du Permien (ère primaire).
D'autres roches bleues (esterellite) plus rares résultent d'un magmatisme de l'ère tertiaire et sont exploitées dans de grandes carrières du quartier du Dramont.

## Lieu

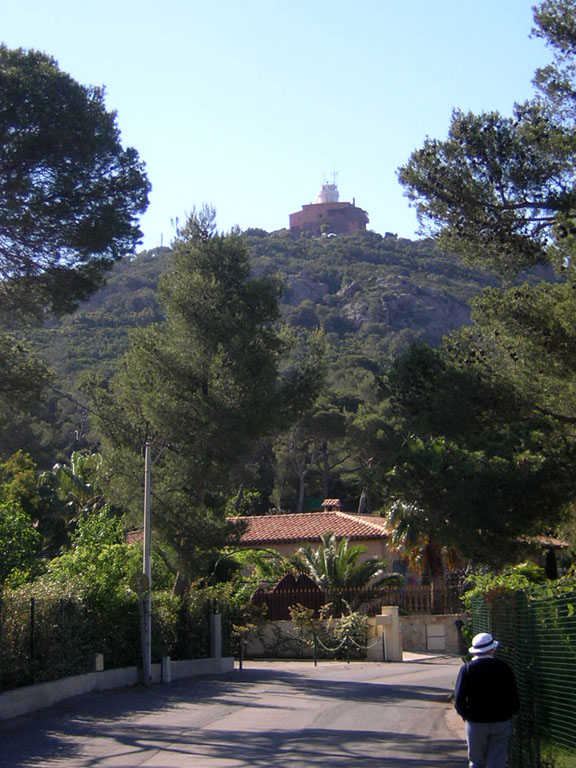
Le Dramont vu du nord
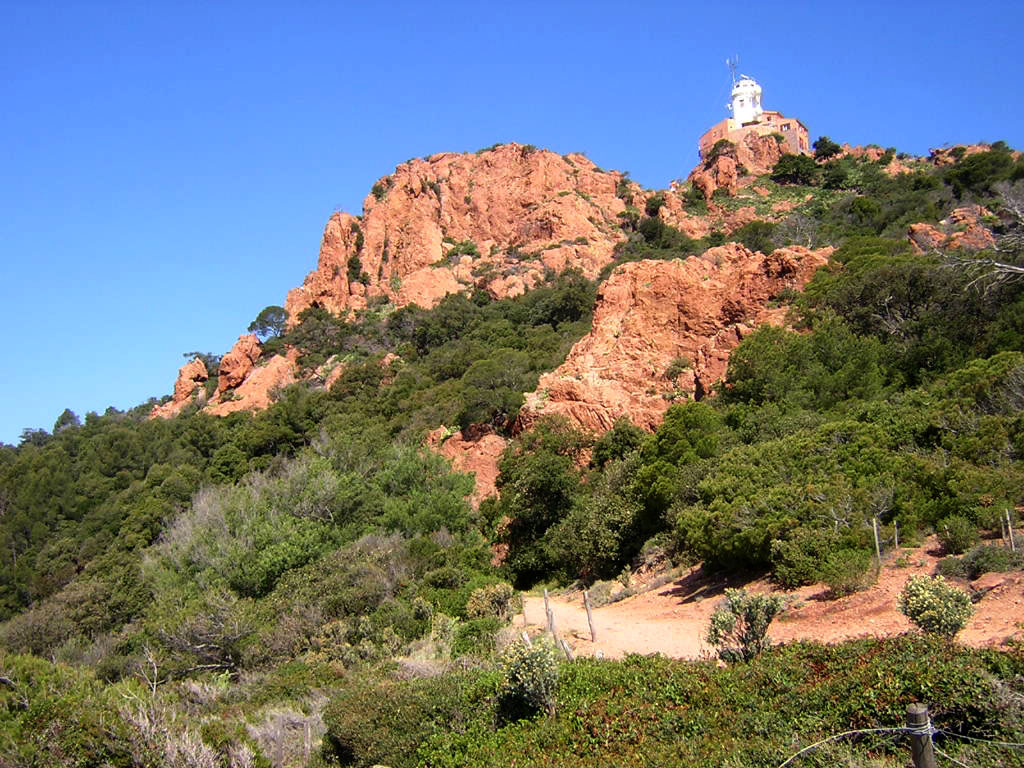
Le Dramont vu du sud
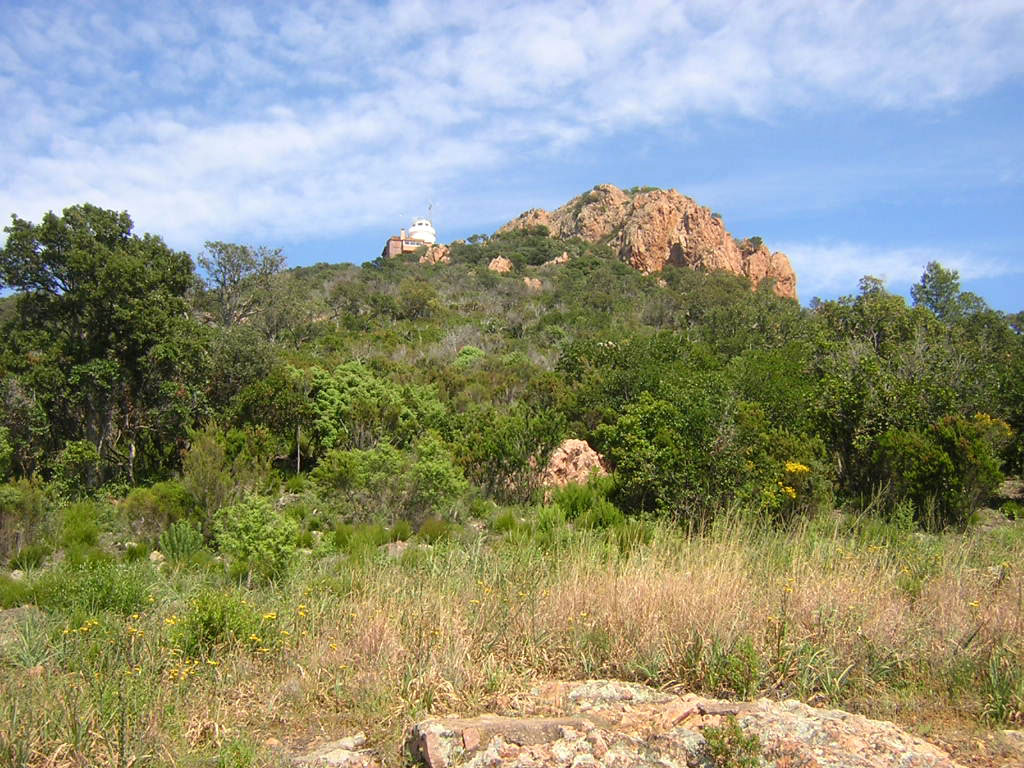
Autre vue du Dramont
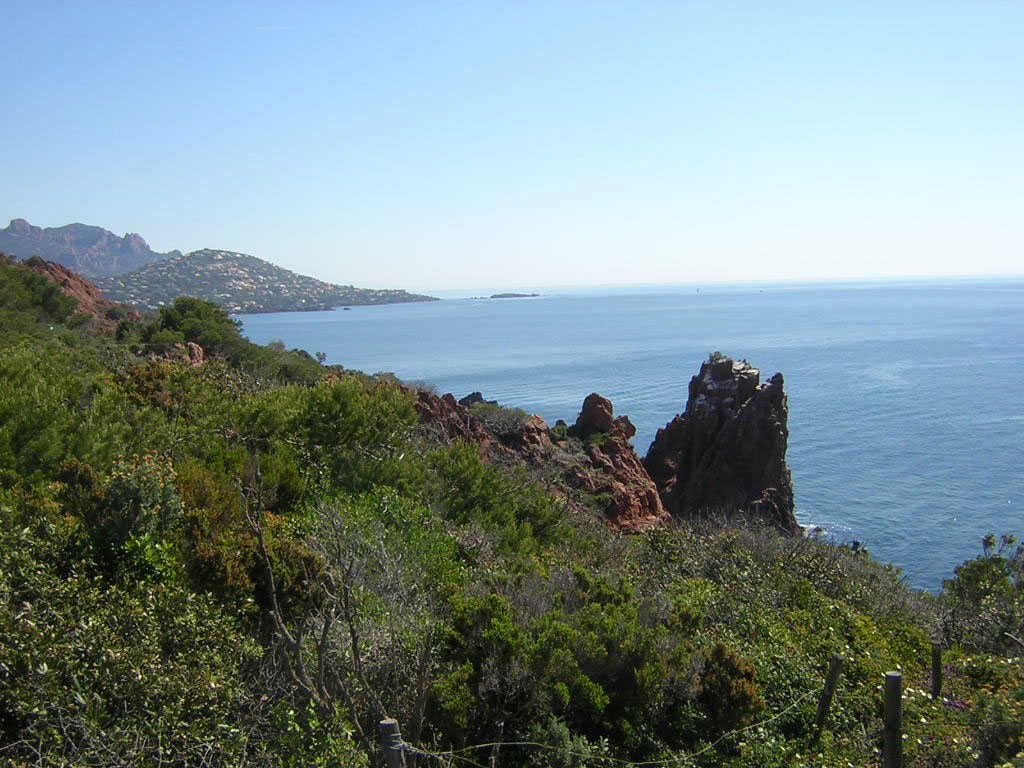
Flanc sud-est du Dramont et baie d'Agay
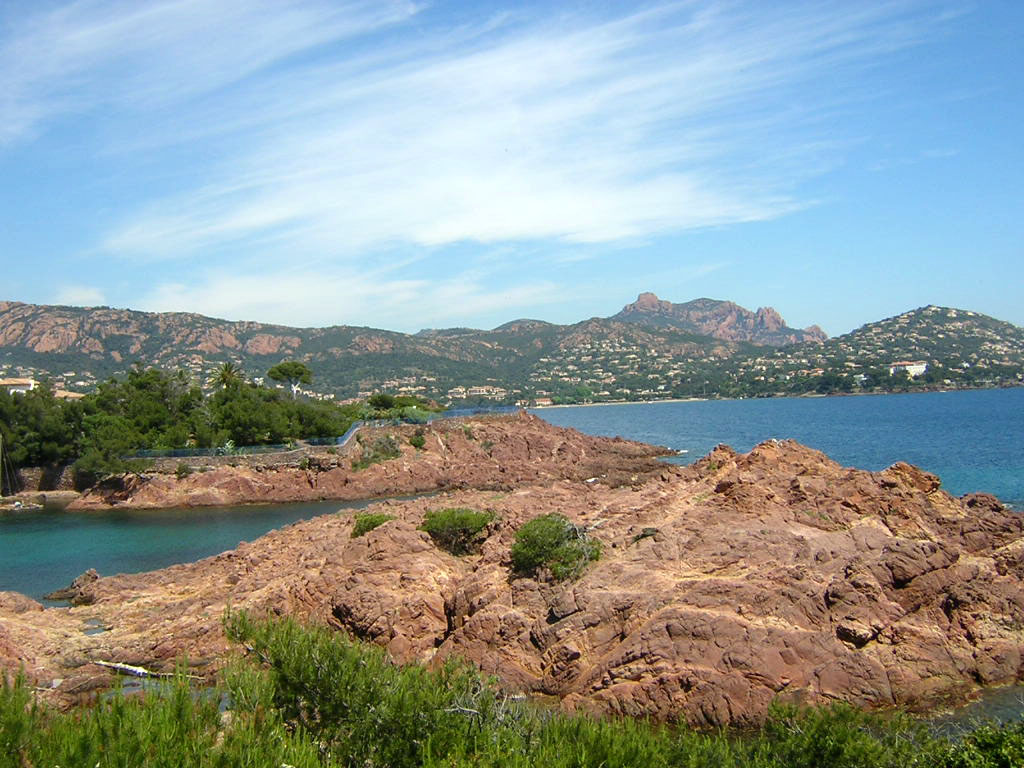
Entrée de la plage de Camp Long, baie d'Agay et massif de l'Esterel
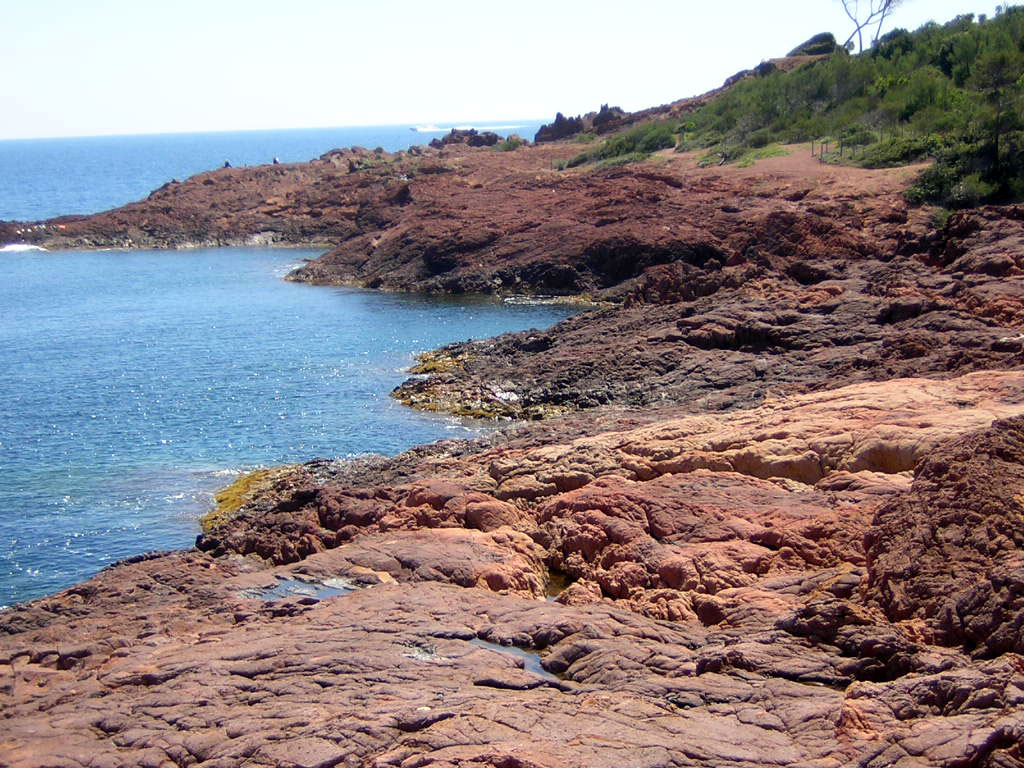
Anciennes coulées de roche volcanique sur le flanc est du Dramont
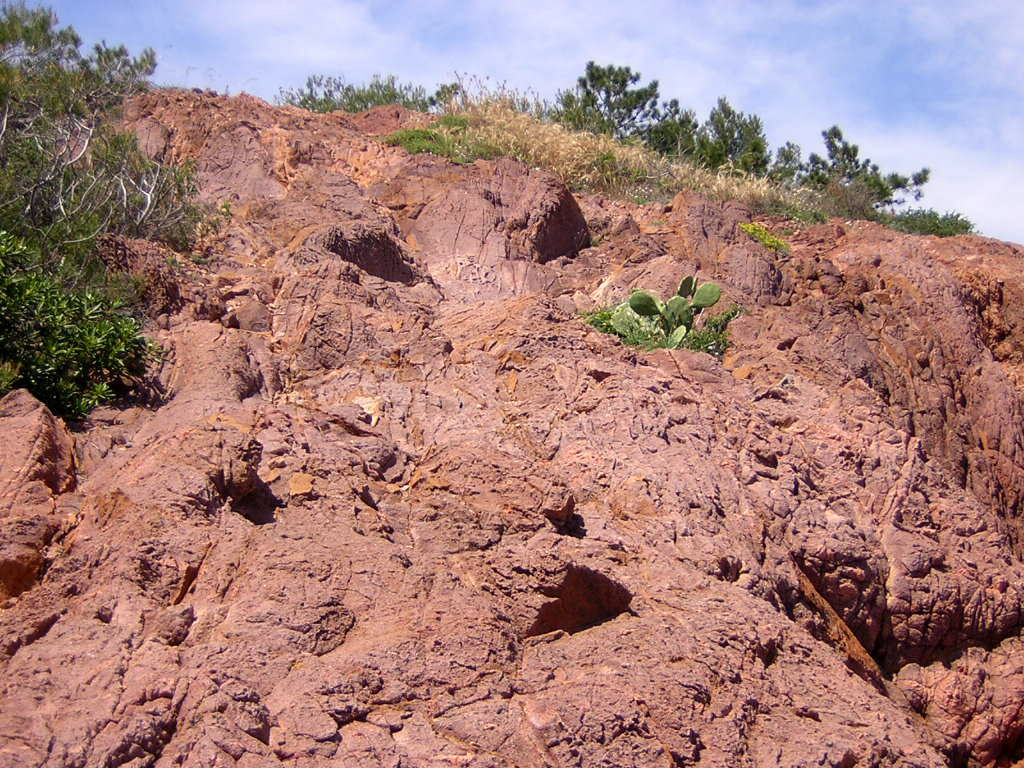
Pente particulièrement abrupte sur le flanc est du Dramont
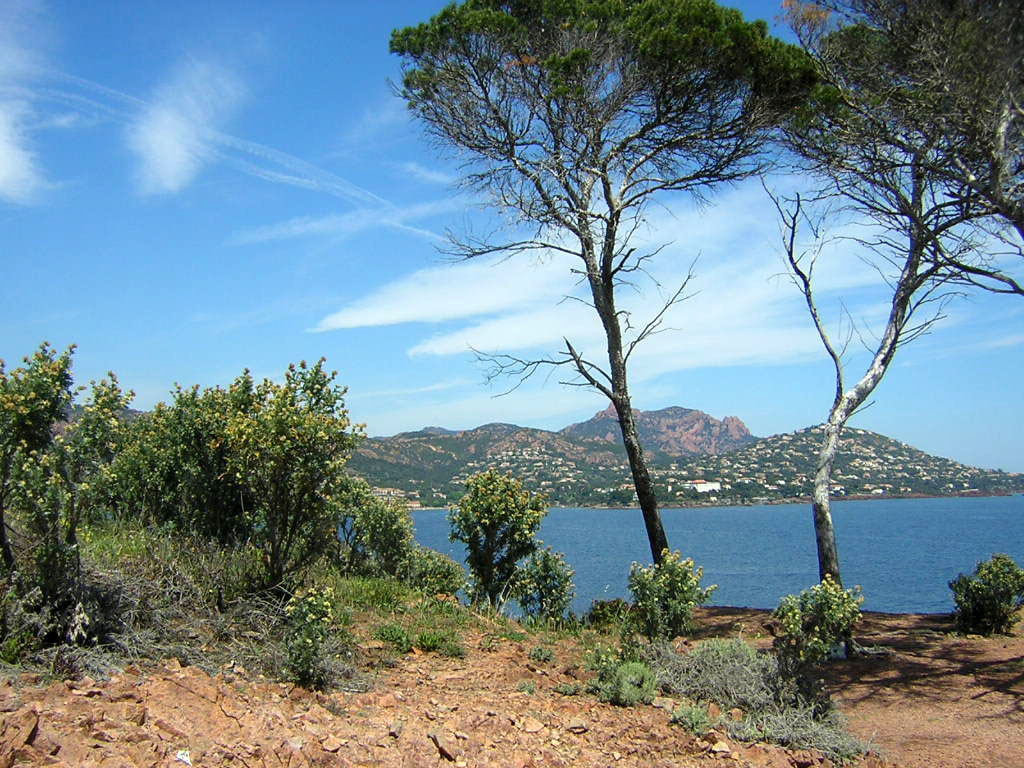
L'Estérel et la baie d'Agay vus du Dramont
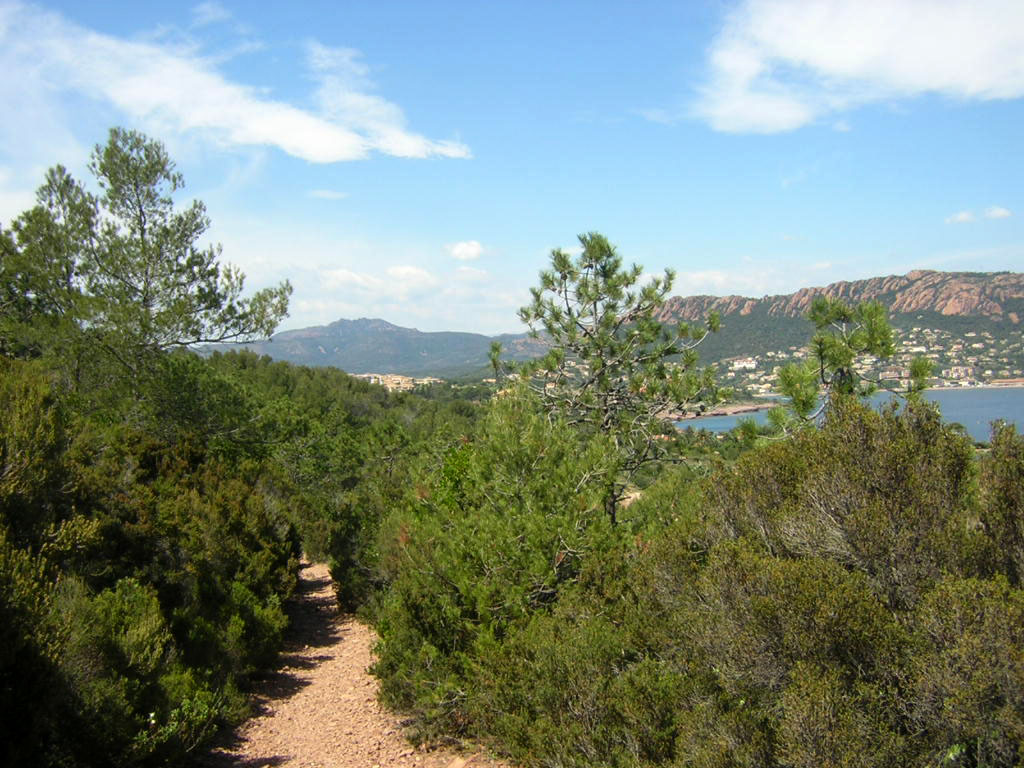
Un des sentiers qui permettent la découverte du Dramont
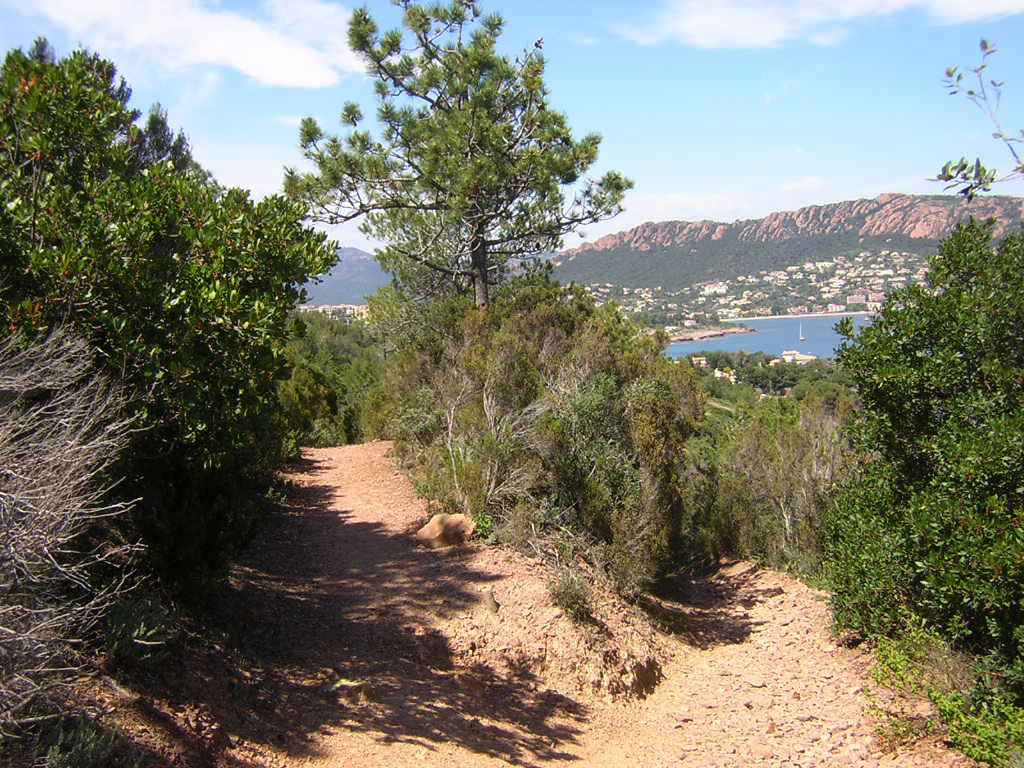
Rencontre de deux sentiers sur le flanc est du Dramont
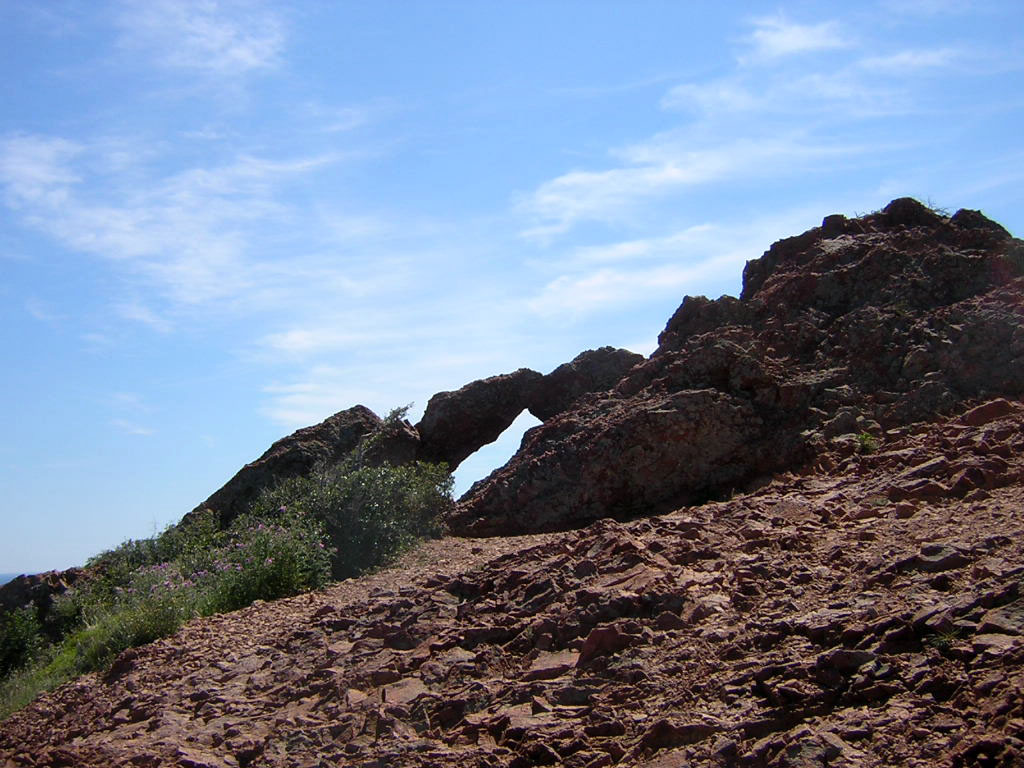
Une arche naturelle sur le flanc est du Dramont
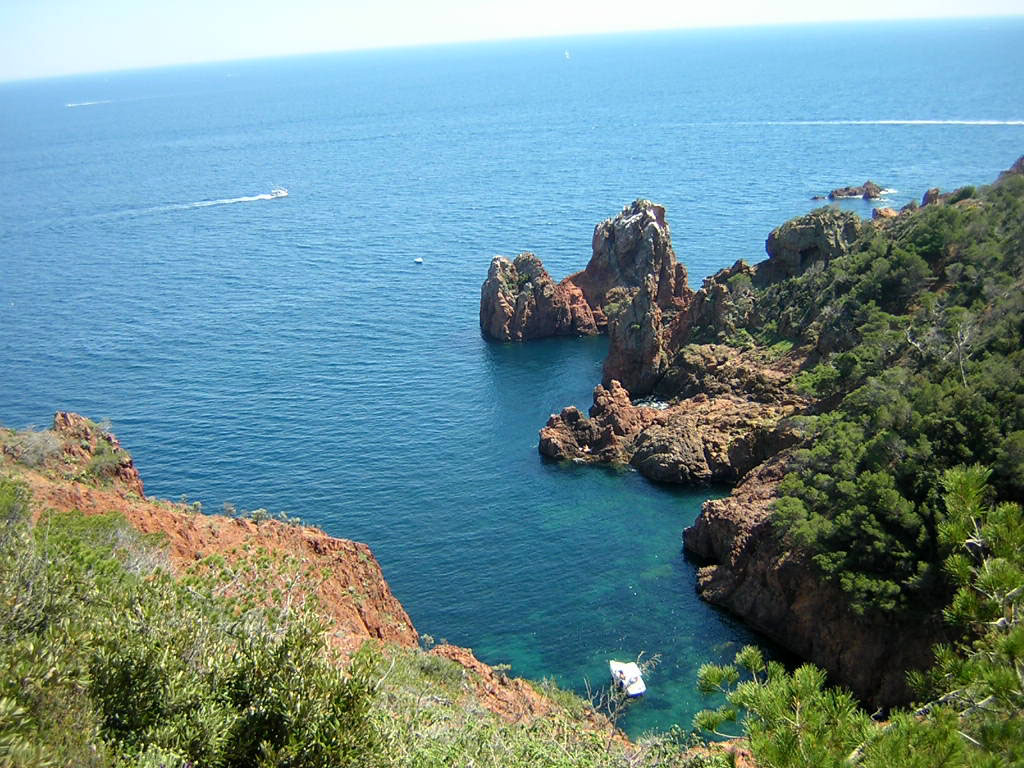
Des points de vue saisissants
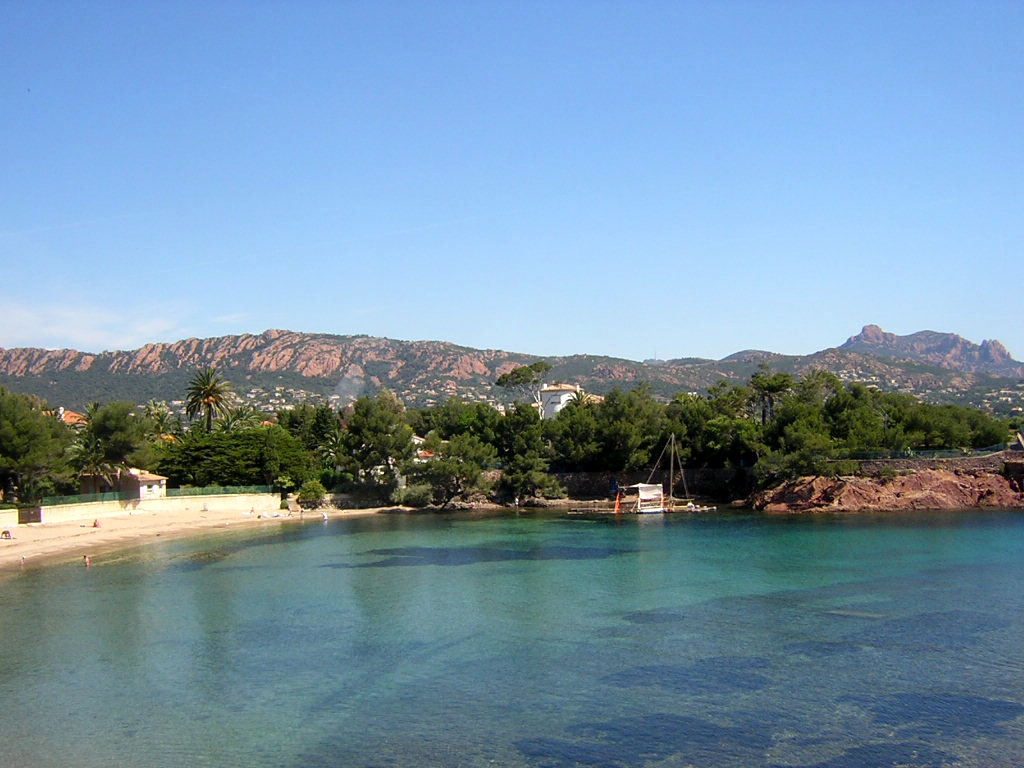
Rastel d'Agay et plage de Camp Long au pied du Dramont
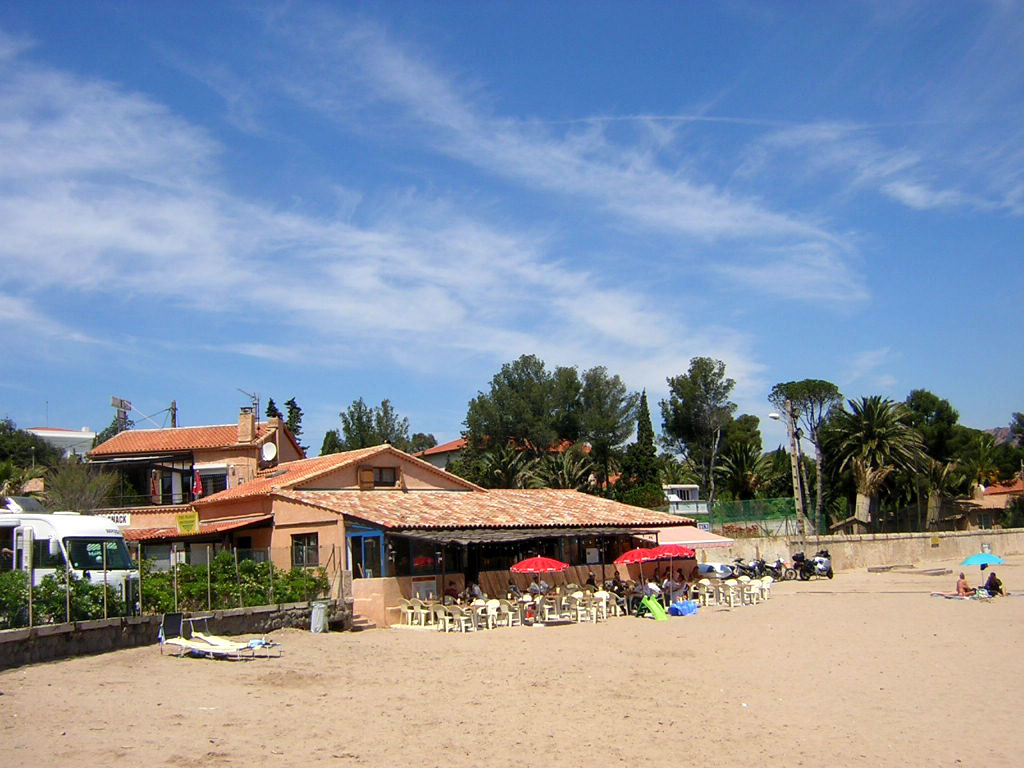
La plage de Camp Long et son restaurant au pied du Dramont
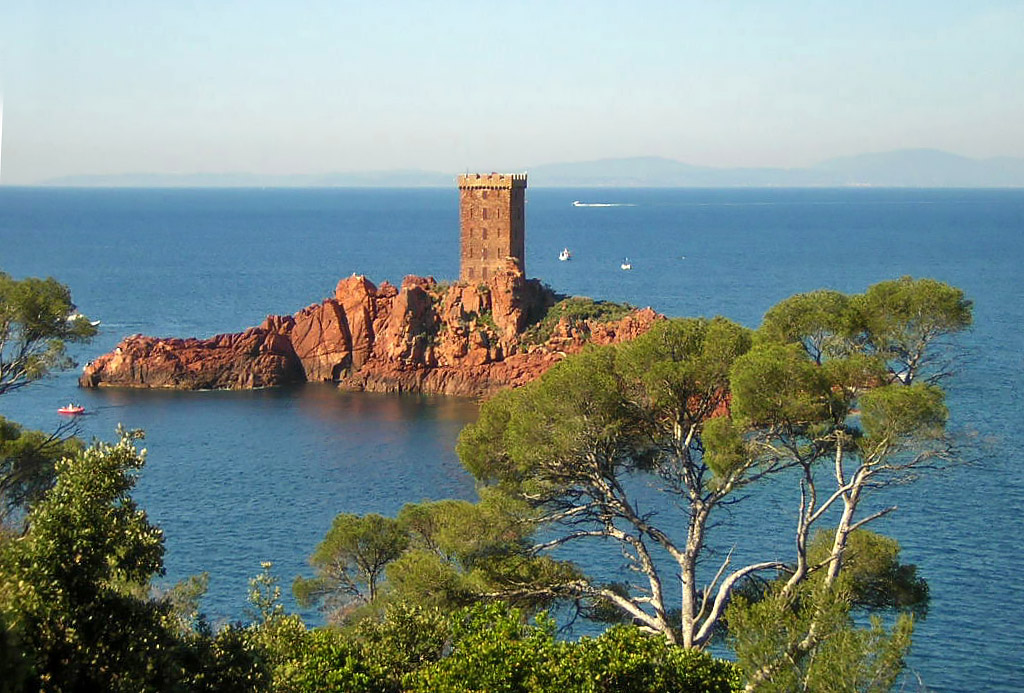
L'Île d'Or vue du Dramont
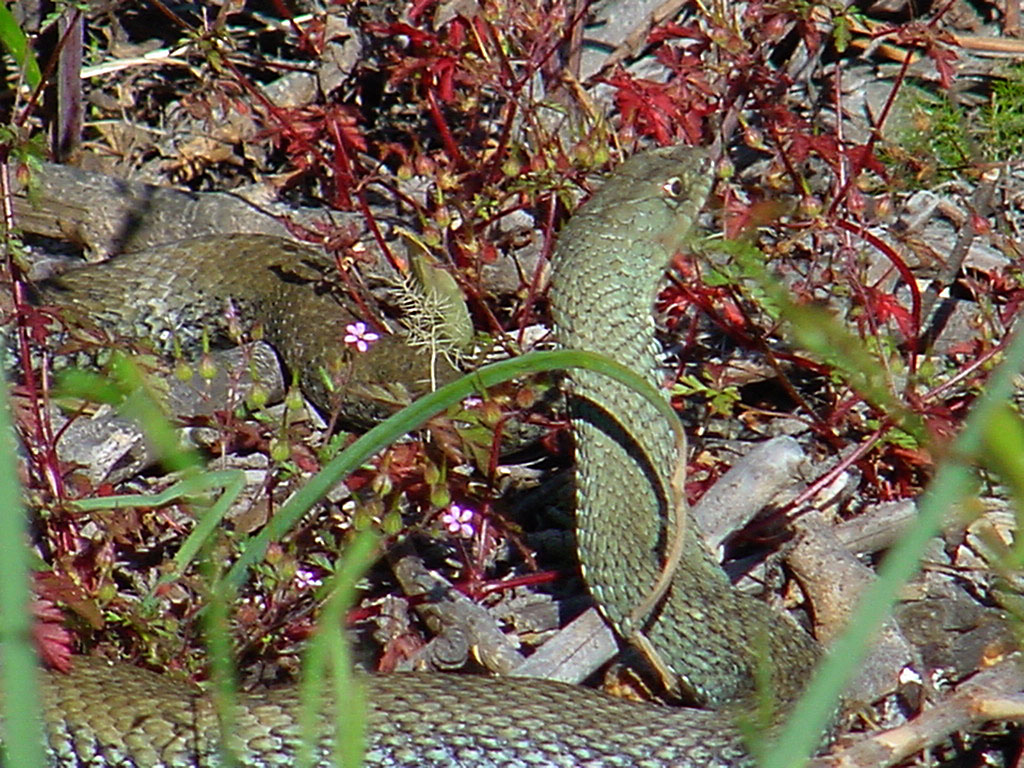
Rencontre inattendue[Selon qui ?] sur le Dramont : une Couleuvre de Montpellier

## Flore
Exemples de plantes photographiées sur le Dramont de 2005 à 2007, fin avril début mai

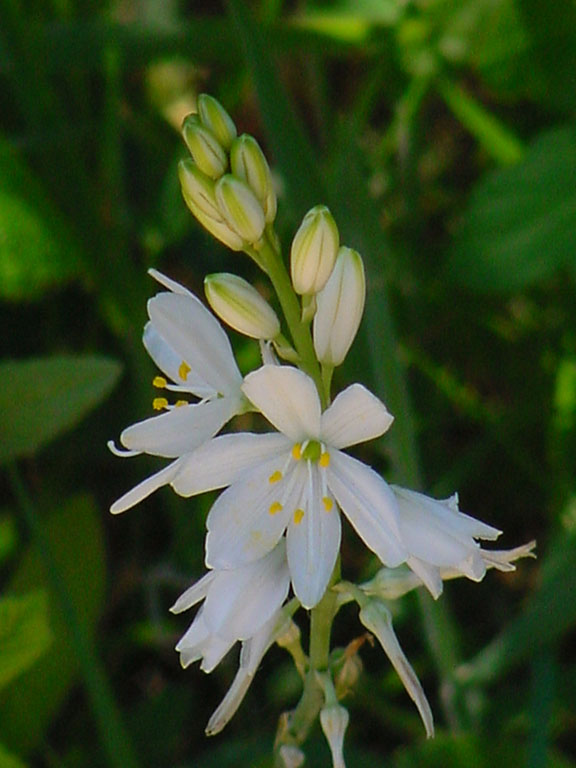
Phalangère à fleur de Lys
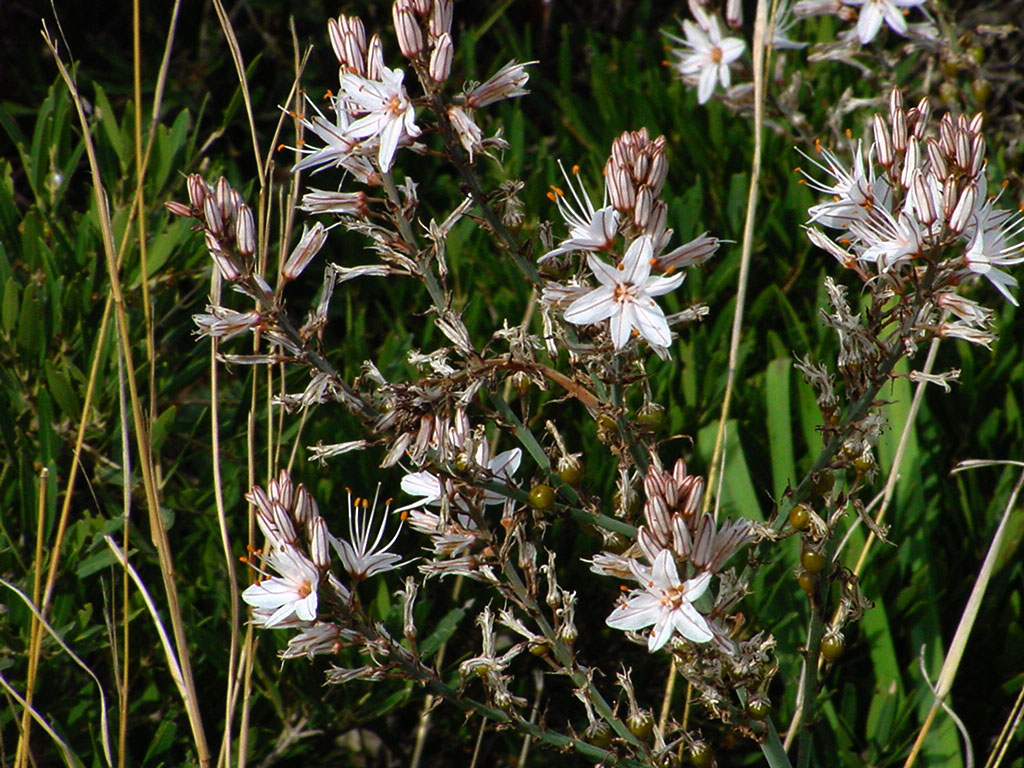
Asphodèle à petits fruits Asphodelus ramosus
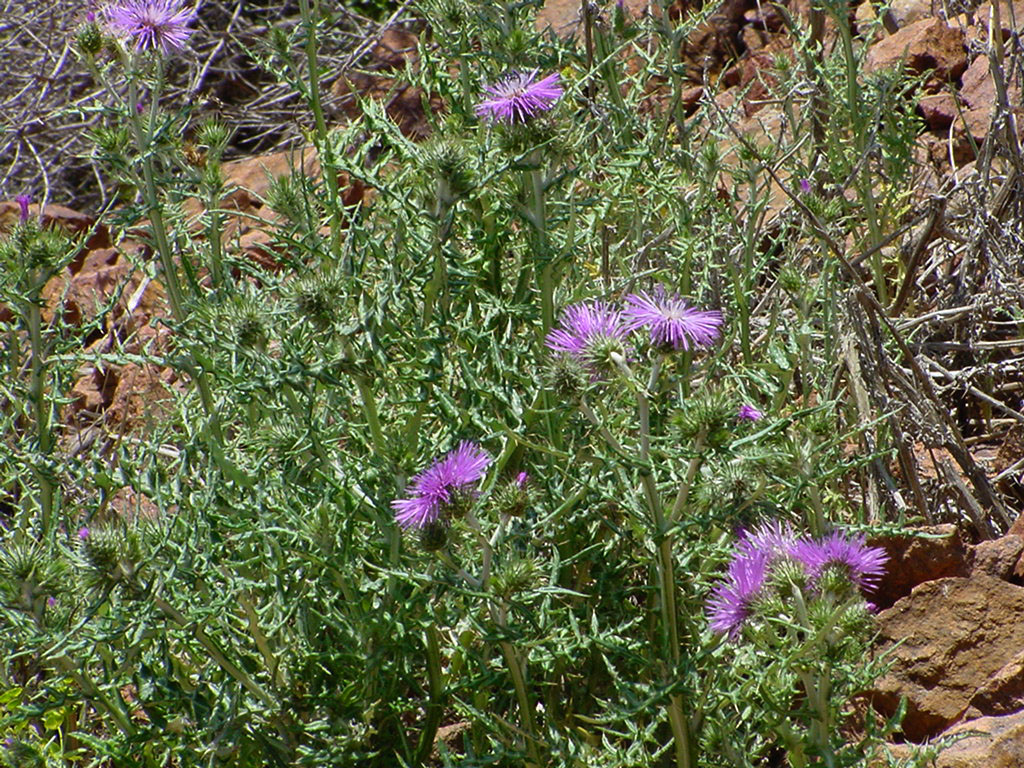
Chardon laiteux Galactites elegans
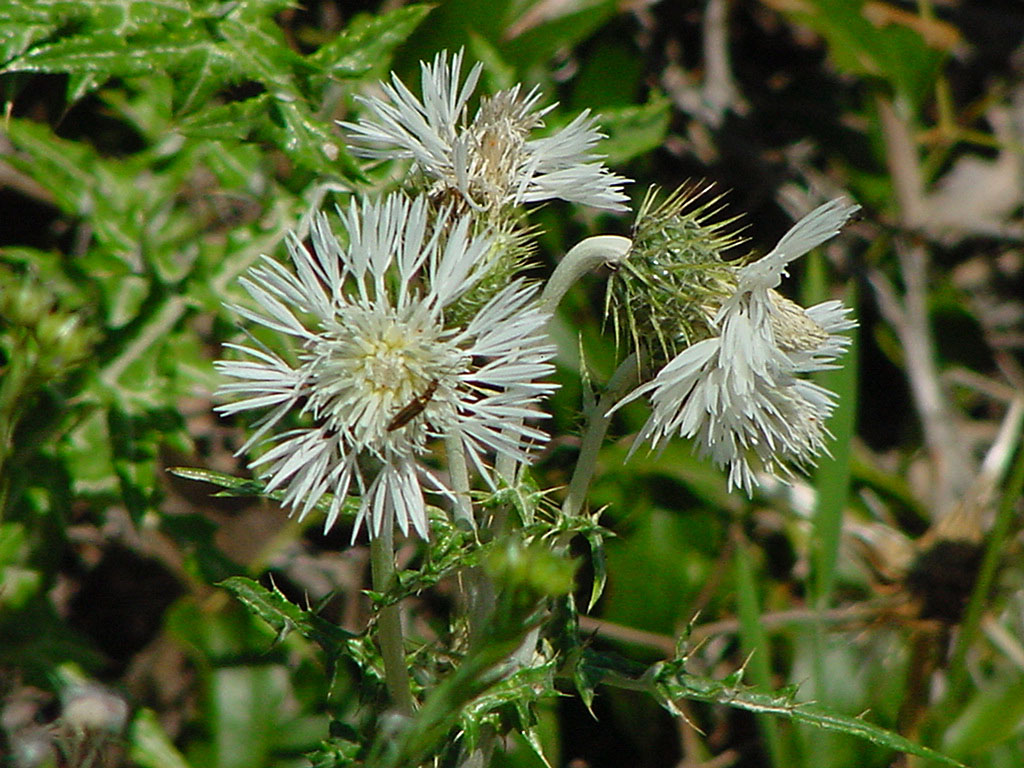
Chardon laiteux blanc Galactites elegans
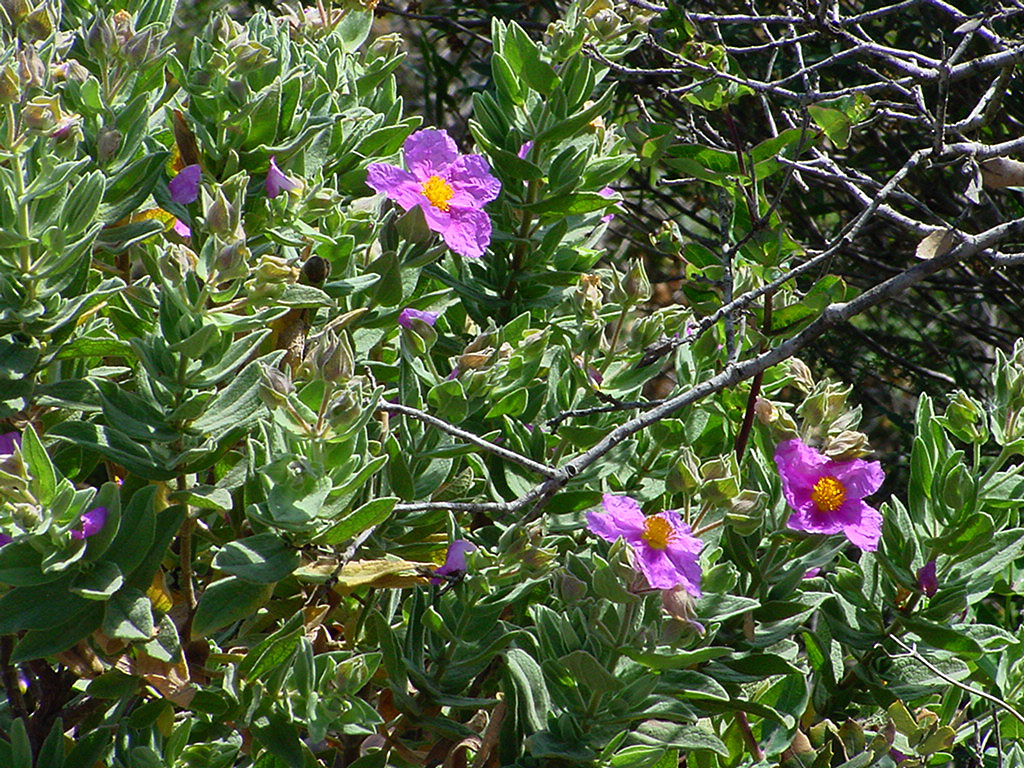
Ciste cotonneux Cistus albidus
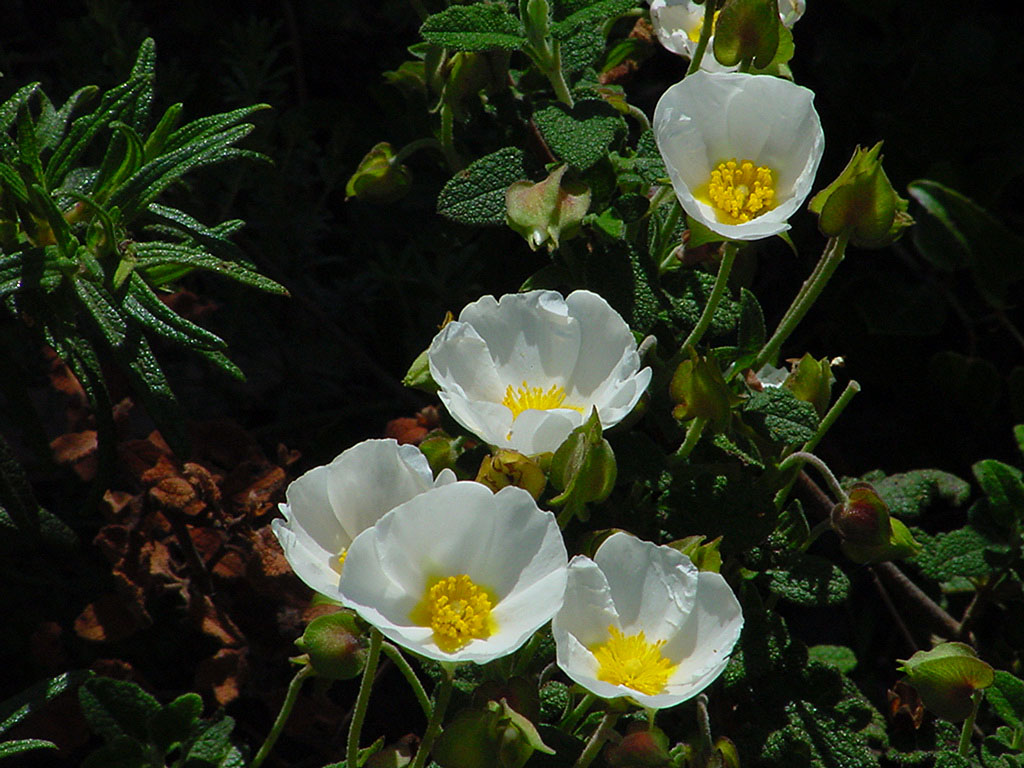
Ciste à feuilles de Sauge Cistus salviifolius
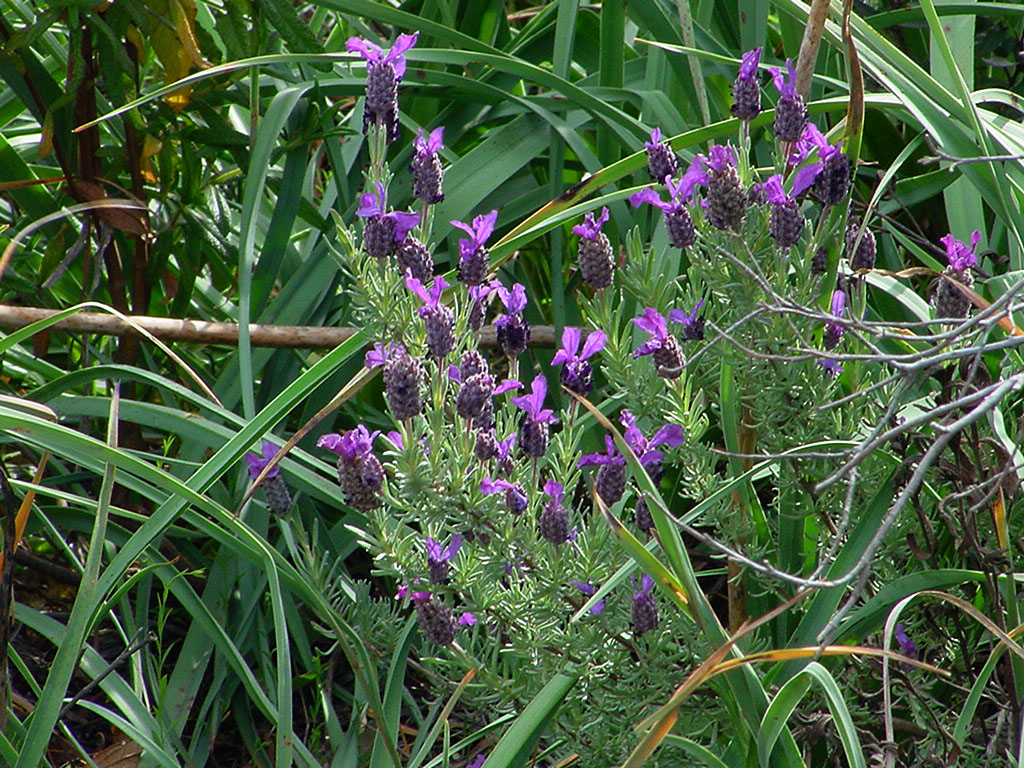
Lavande à toupet Lavandula stoechas
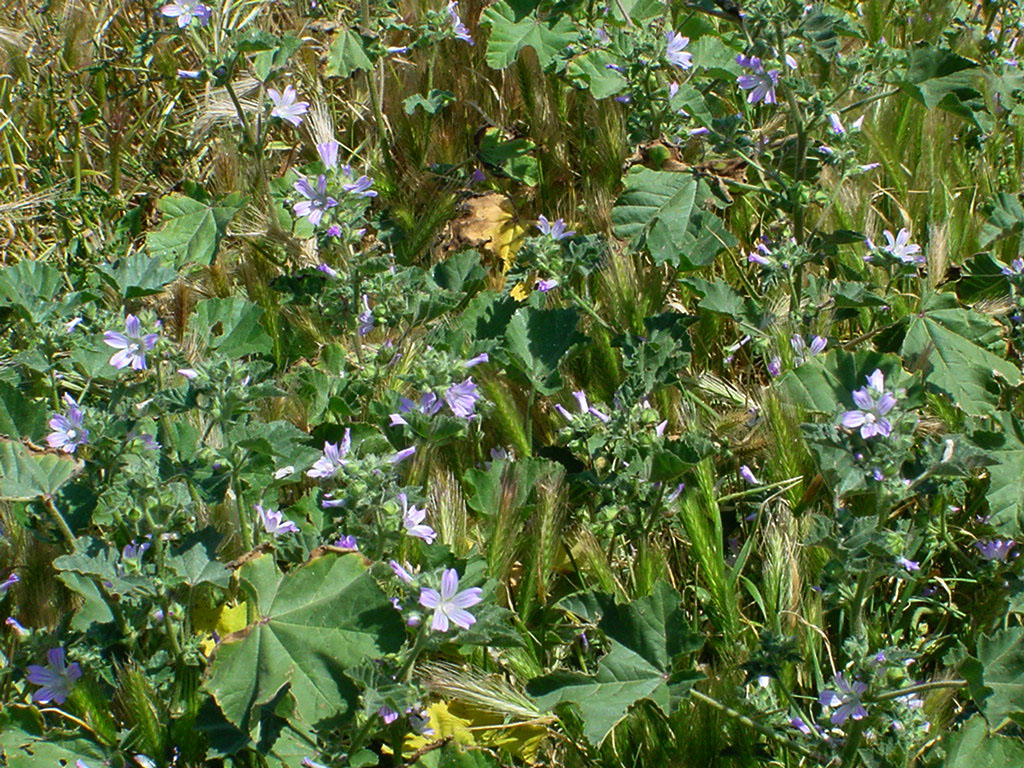
Lavatère de Crète Lavatera cretica
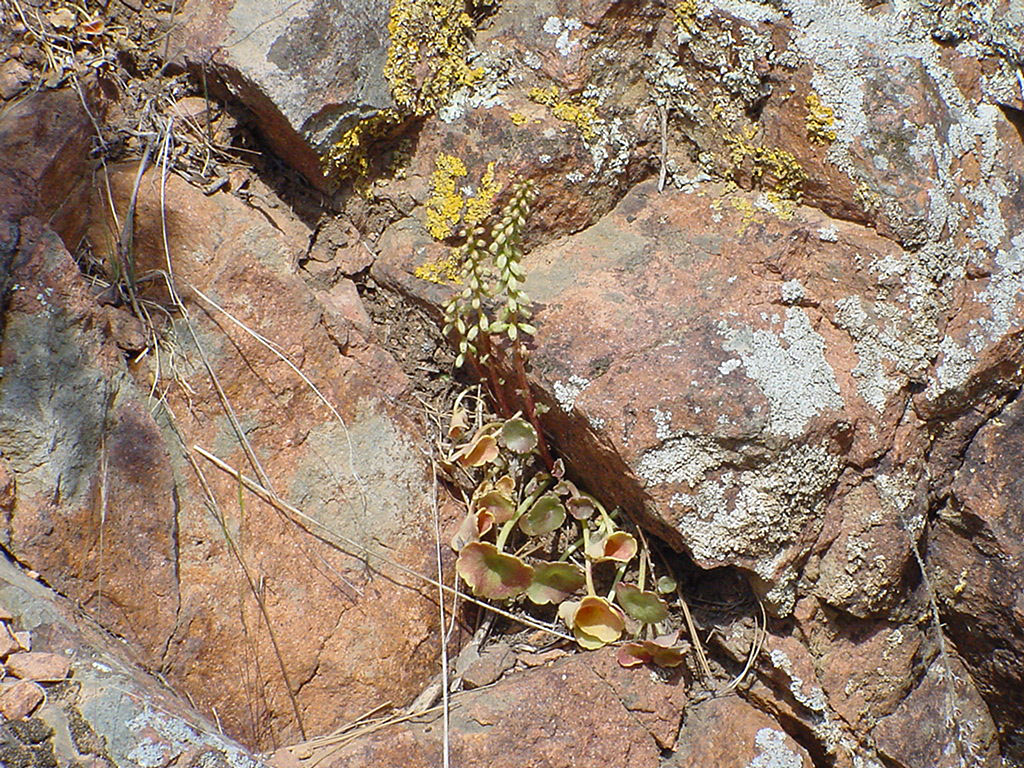
Nombril de Vénus Umbilicus rupestris
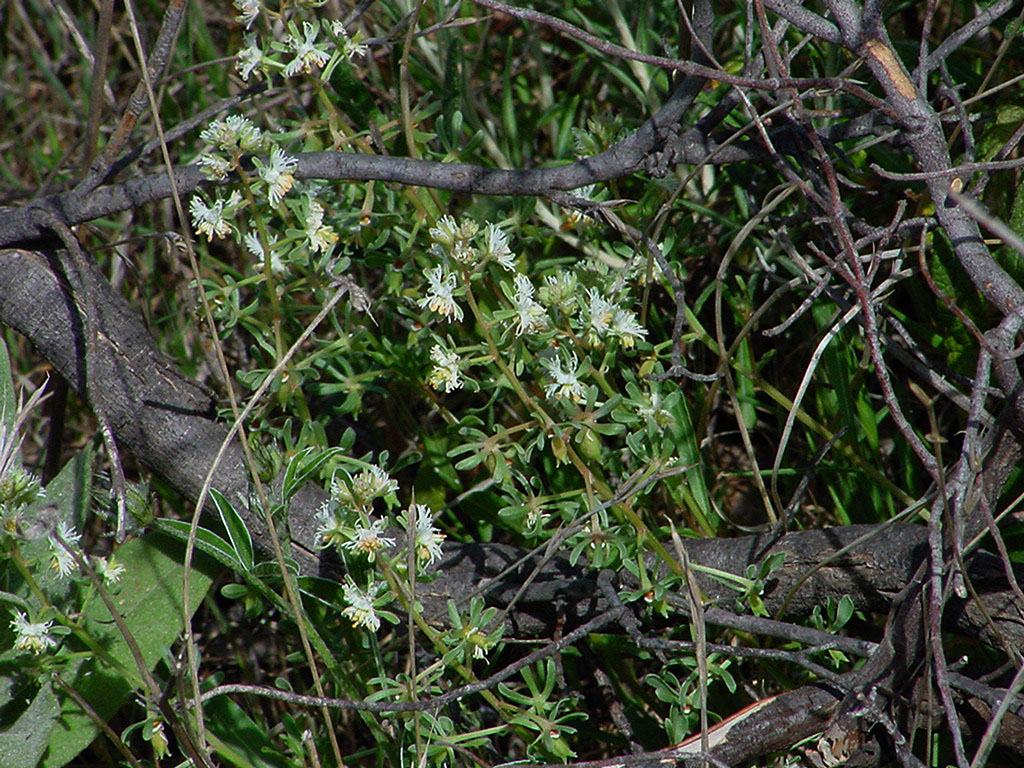
Réséda Raiponce Reseda phyteuma
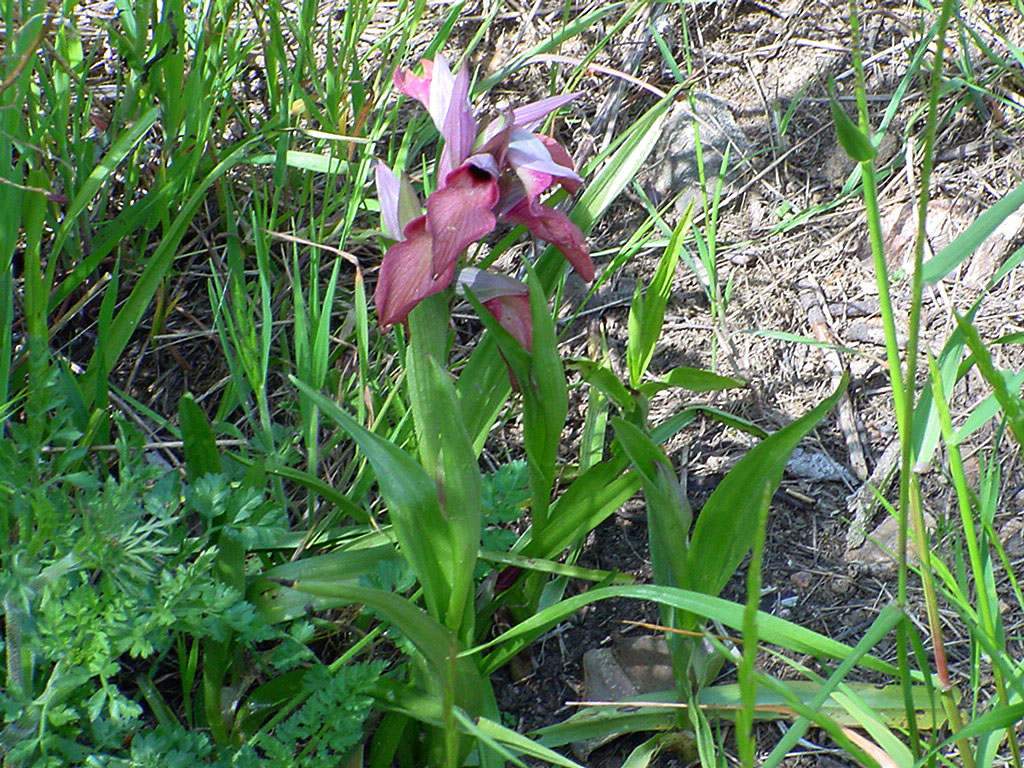
Sérapias Serapias sp.
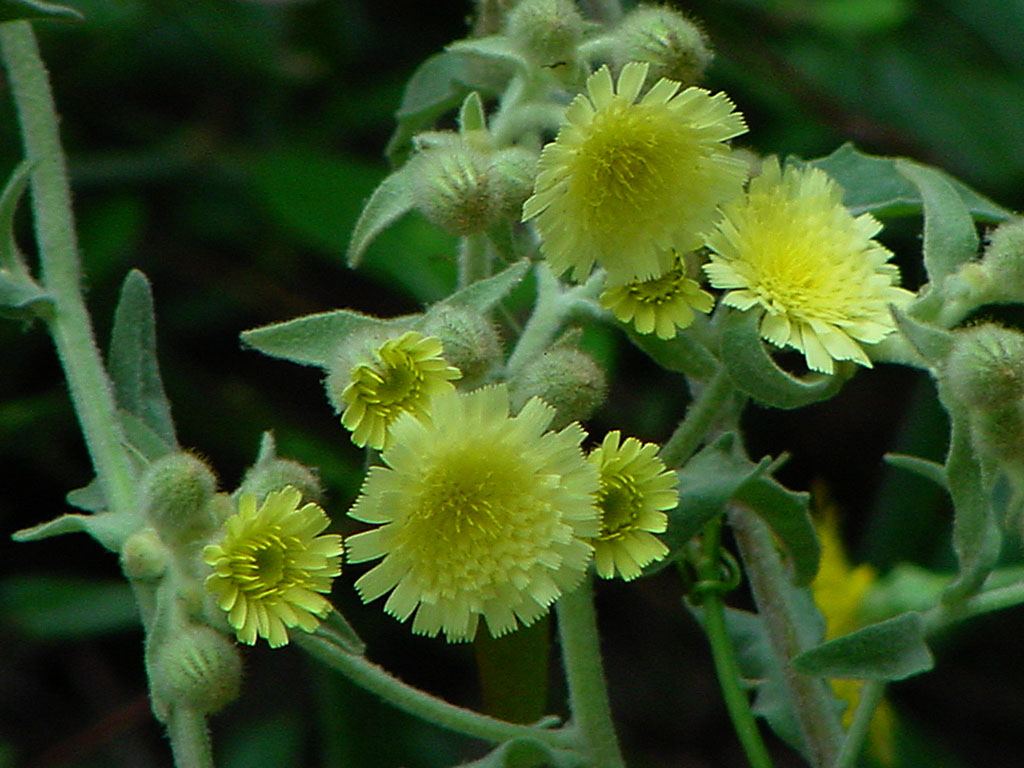
Andryale à feuilles entières Andryala integrifolia
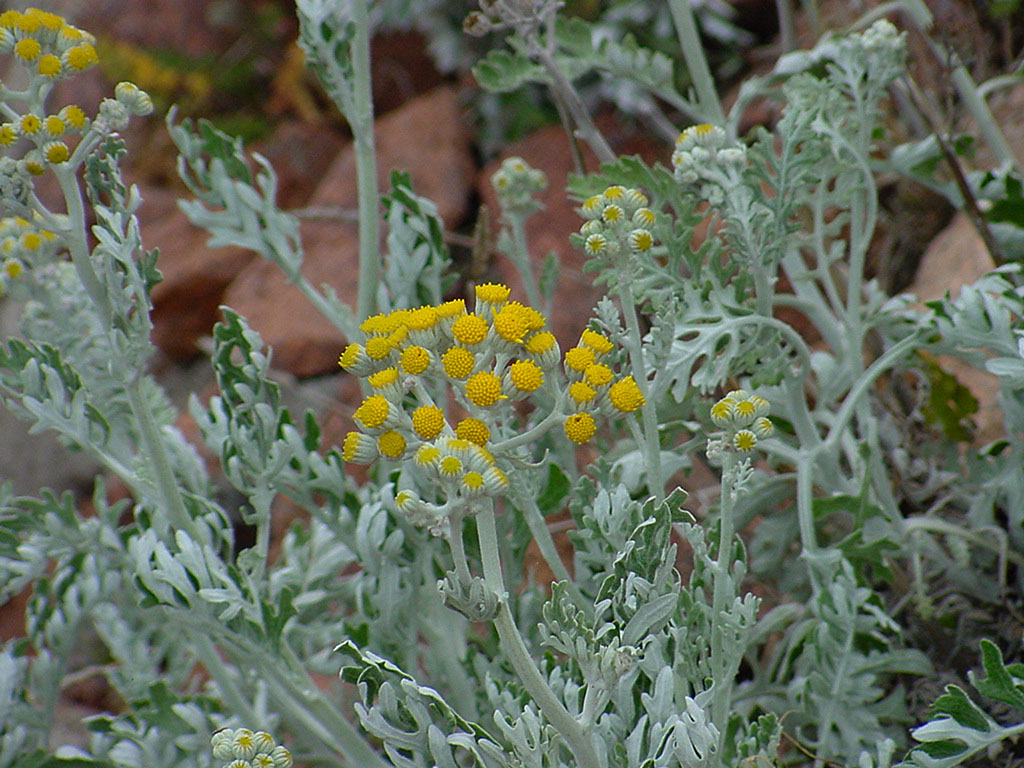
Séneçon Cinéraire Jacobaea maritima
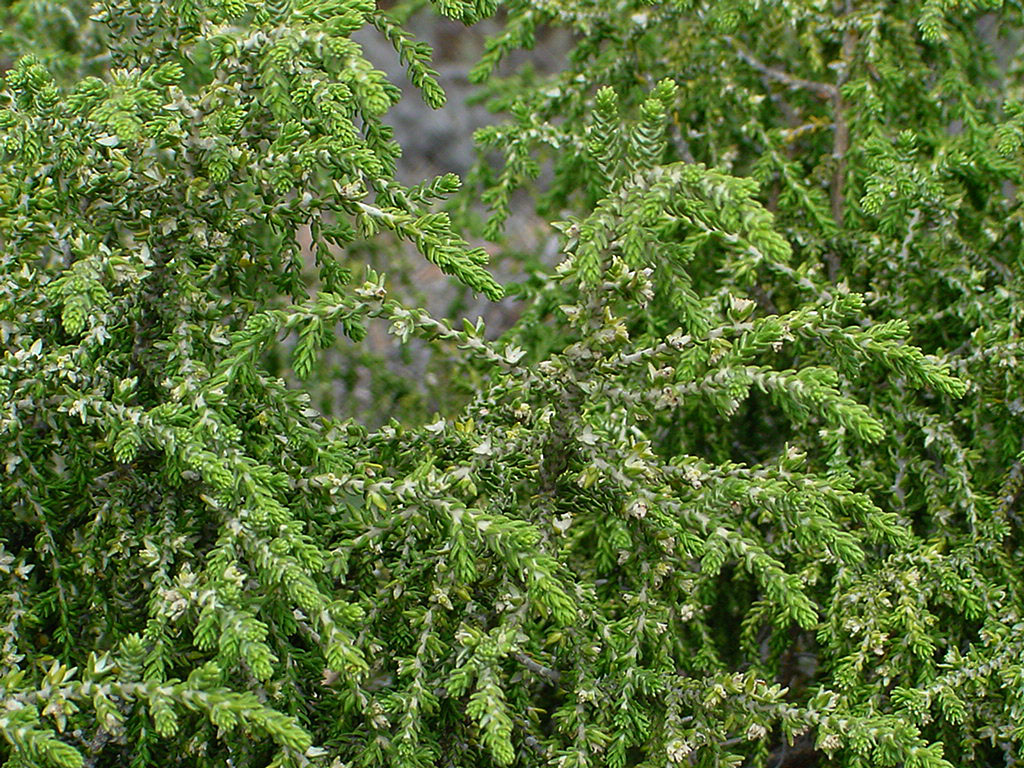
Passerine hérissée Thymelaea hirsuta
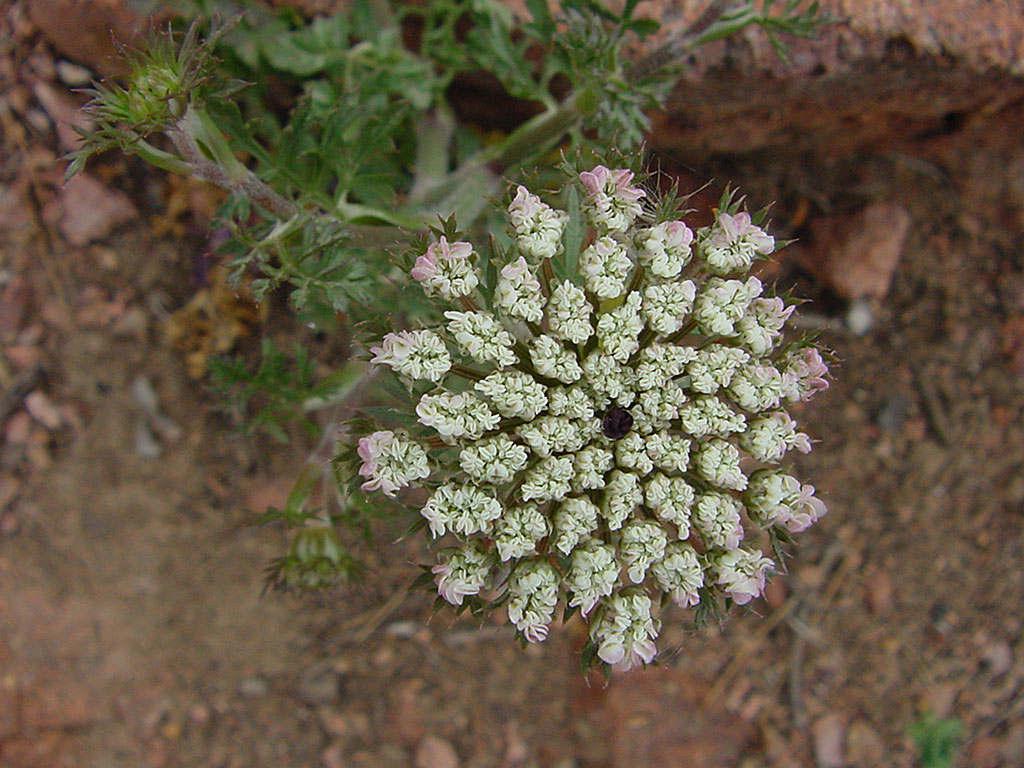
Carotte sauvage Daucus carota
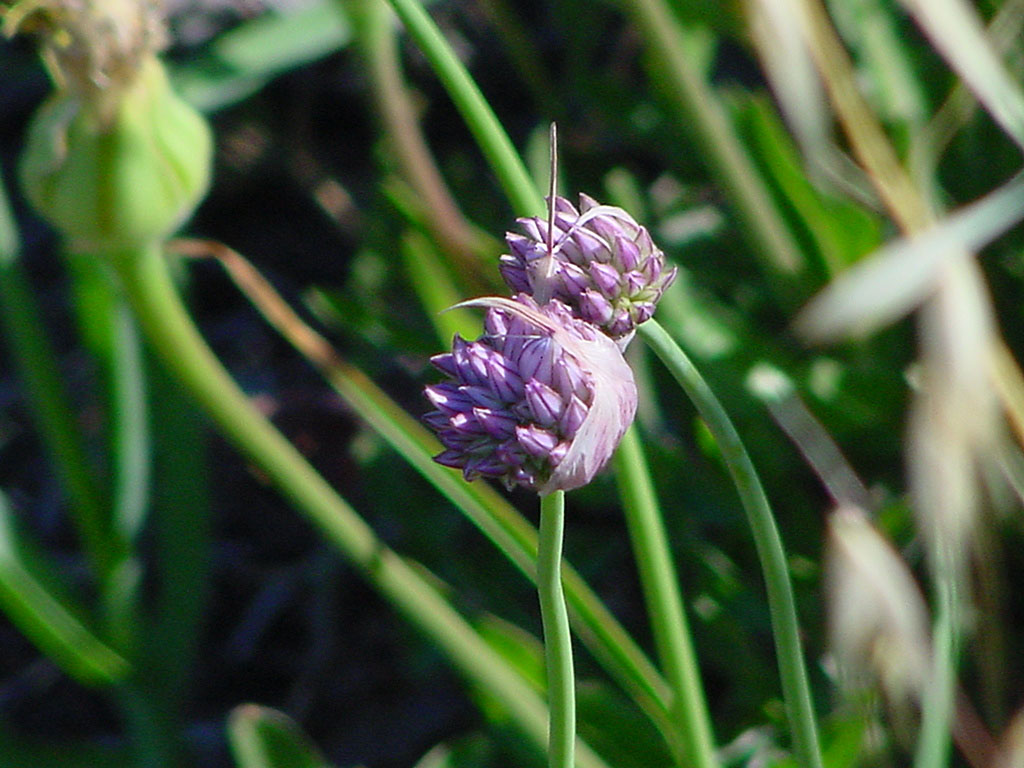
Ail à fleurs aiguës Allium acutiflorum
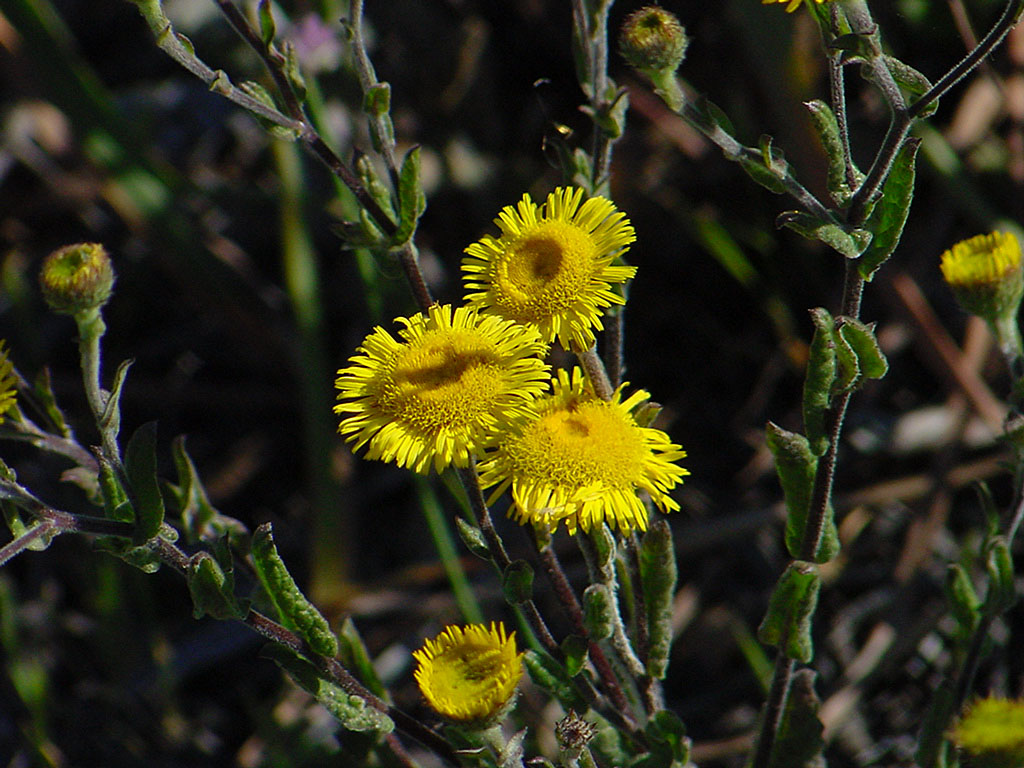
Pulicaire odorante Pulicaria odora
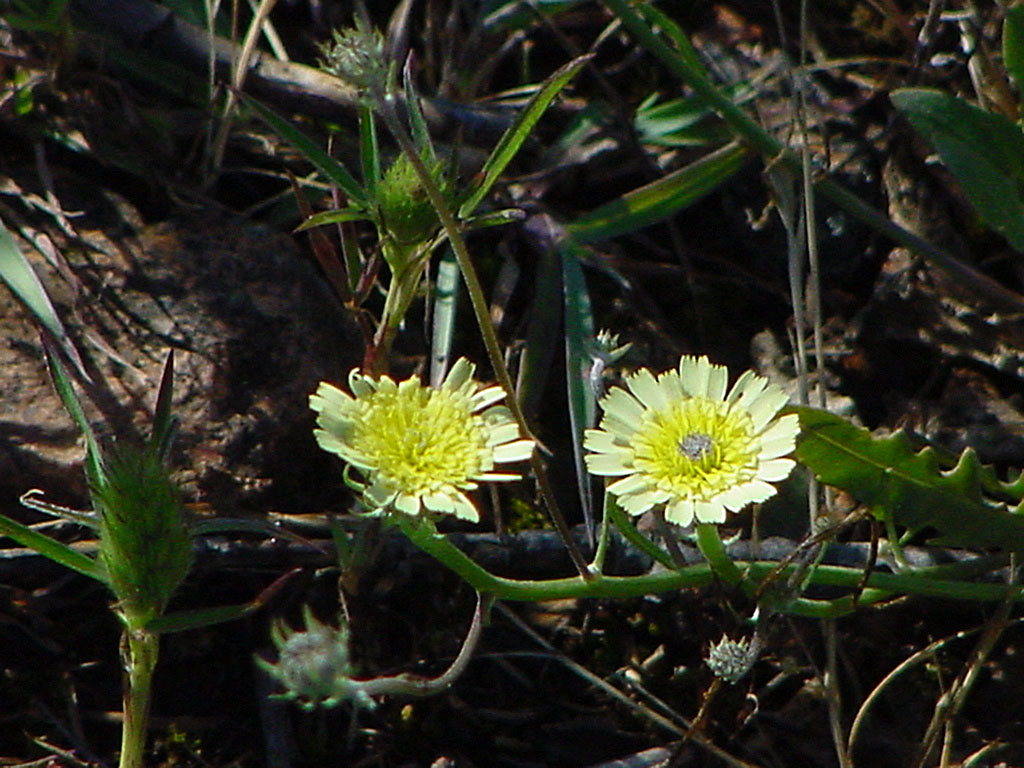
Œil du Christ ou Trépane barbue Tolpis barbata
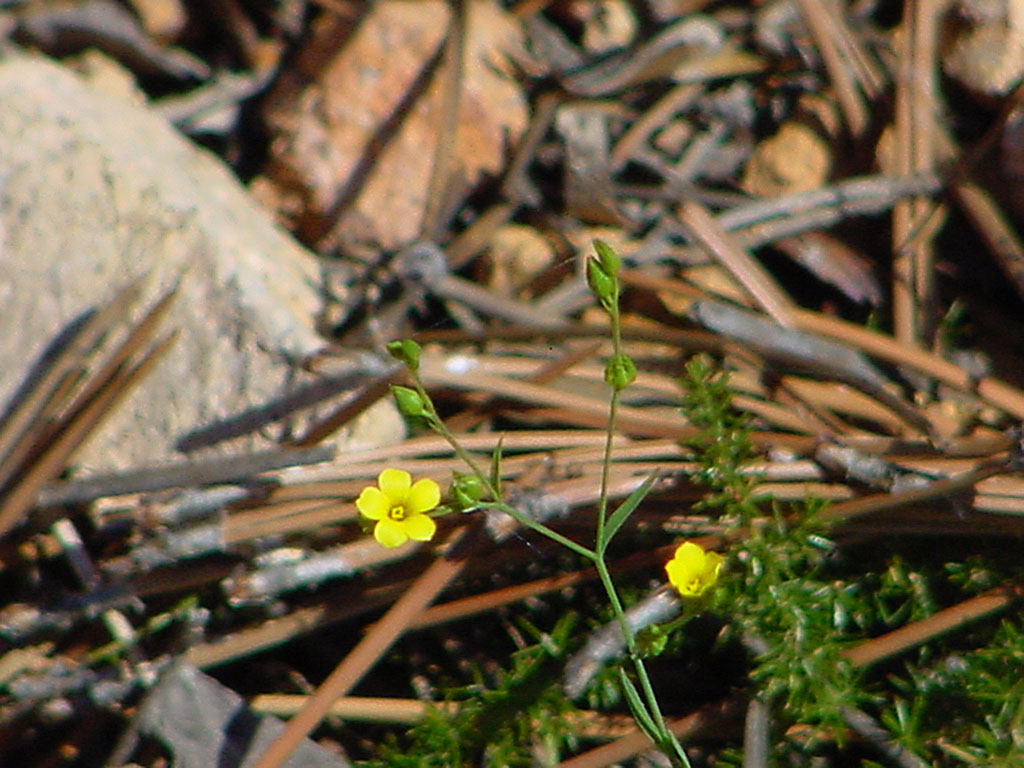
Lin maritime Linum maritimum
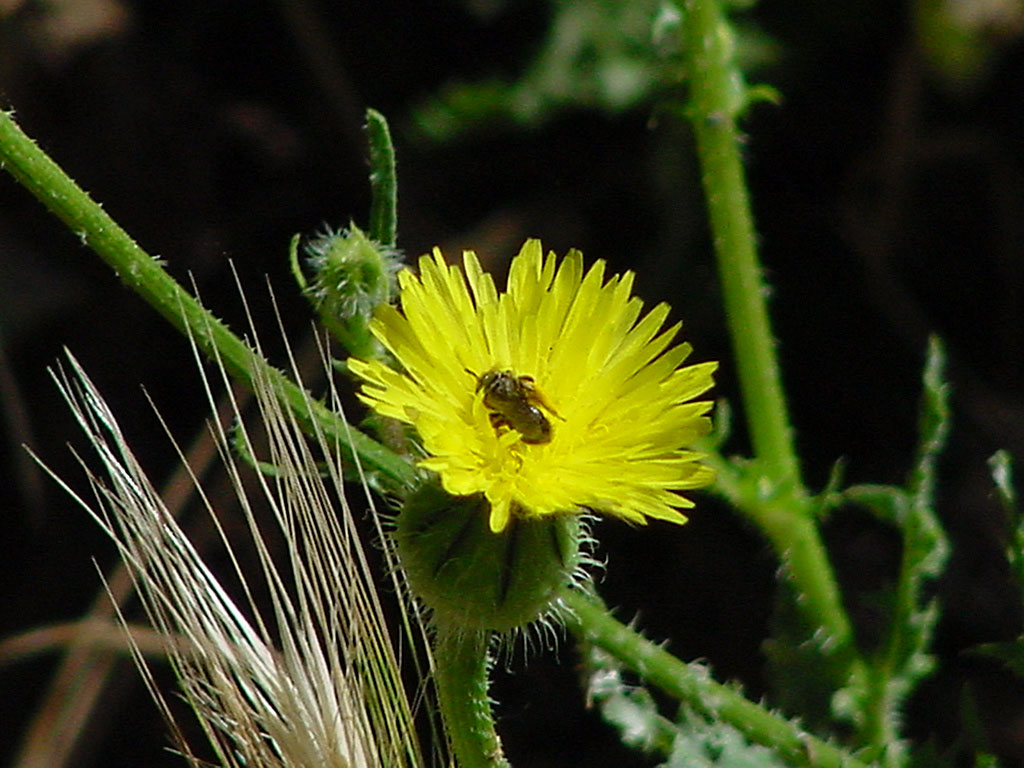
Urosperme fausse Picride Urospermum picroides
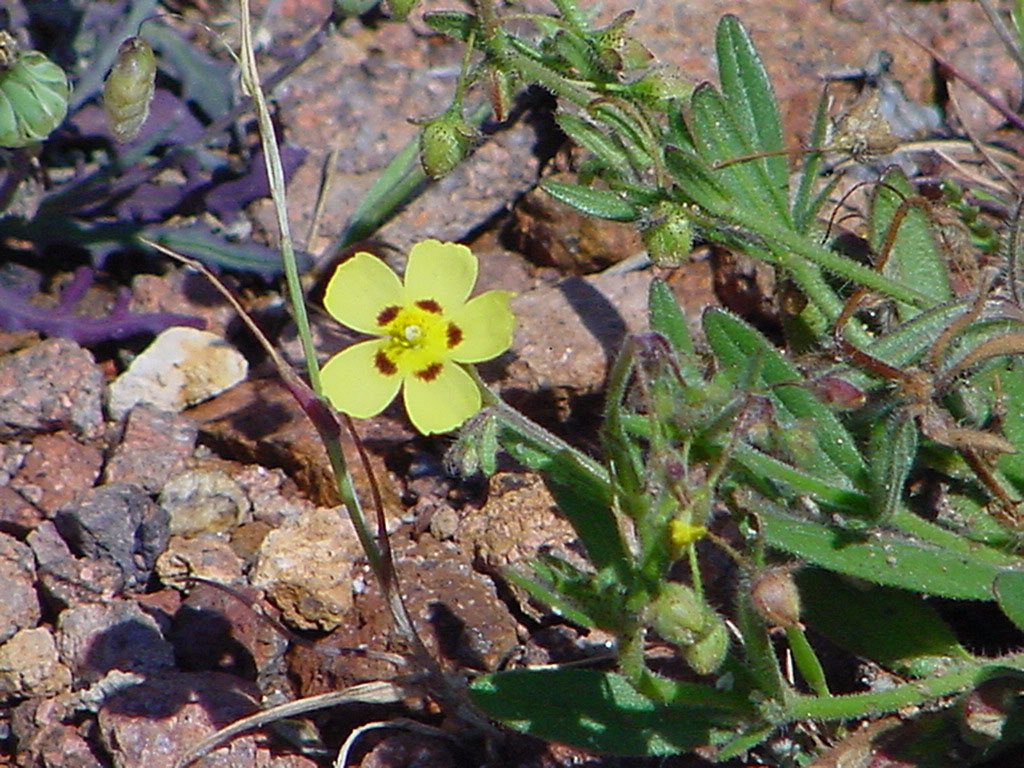
Hélianthème taché Tuberaria guttata
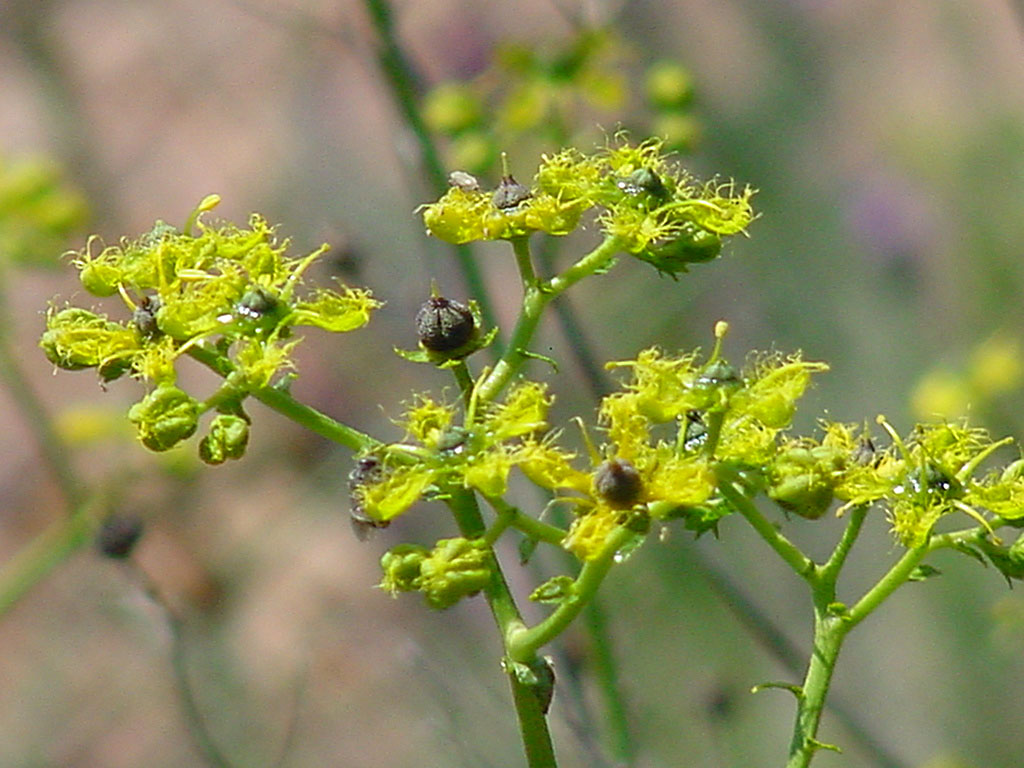
Rue de Chalep Ruta chalepensis
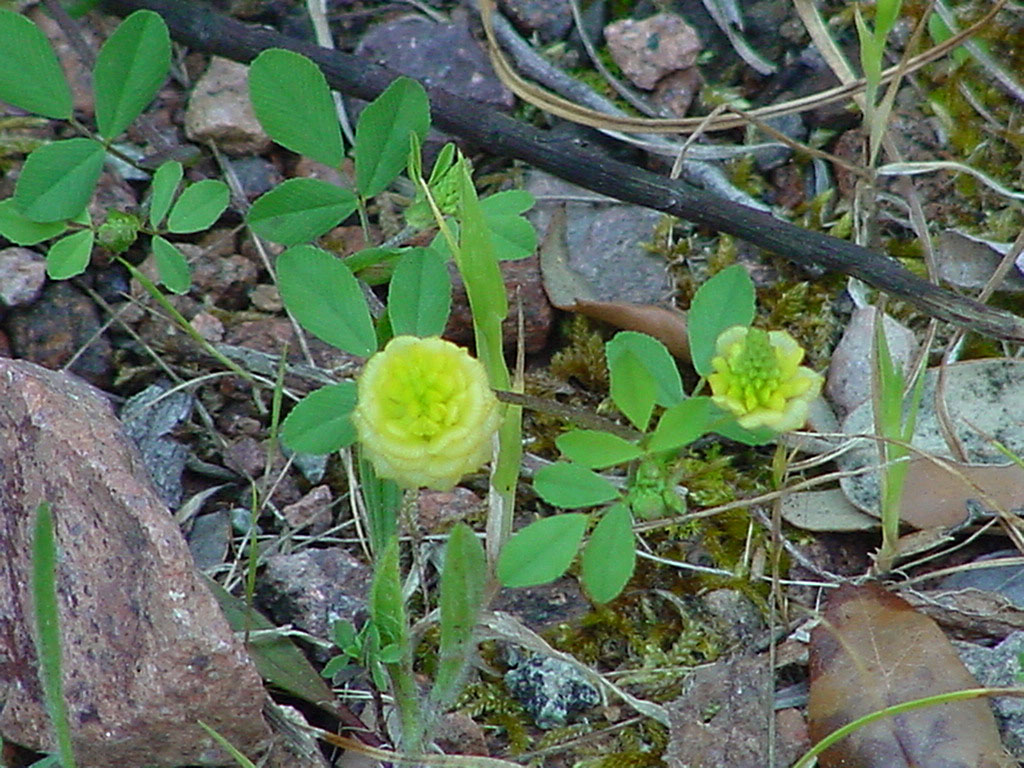
Trèfle jaune Trifolium campestre
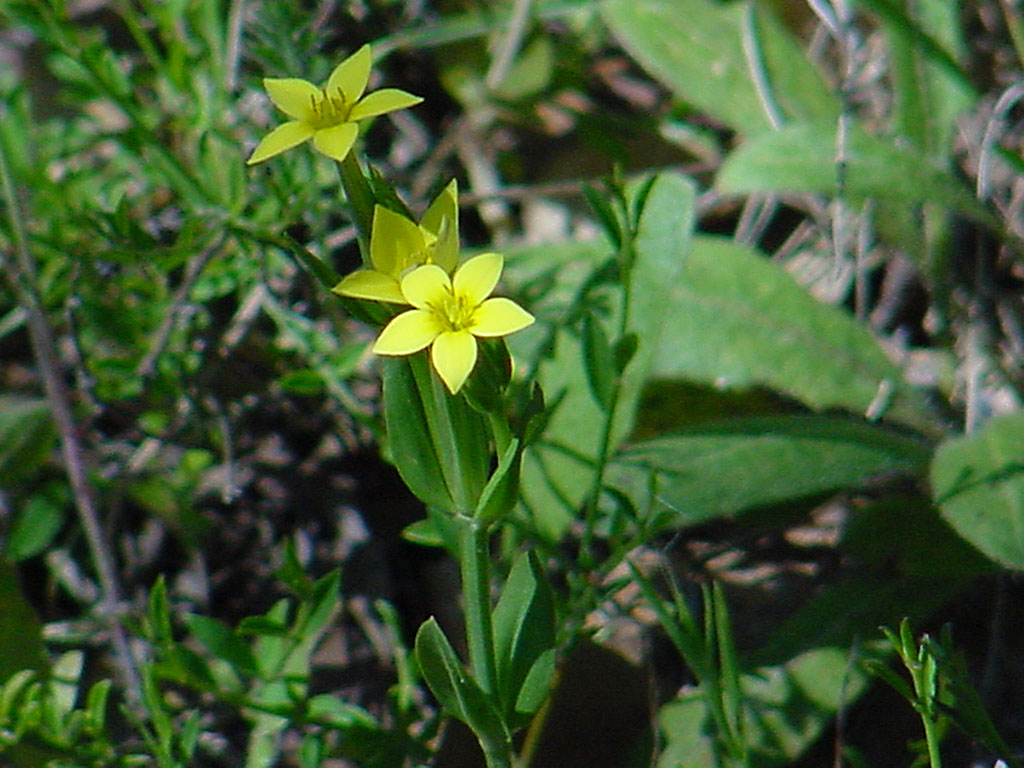
Petite-centaurée maritime Centaurium maritimum
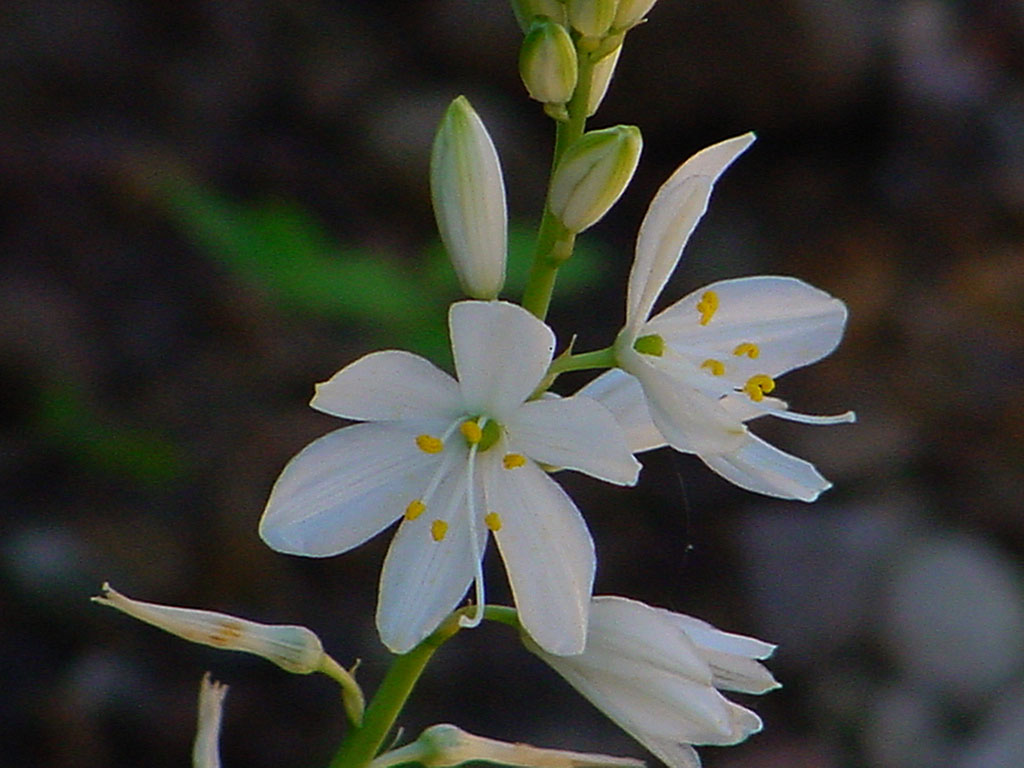
Phalangère à feuilles de lis Anthericum liliago
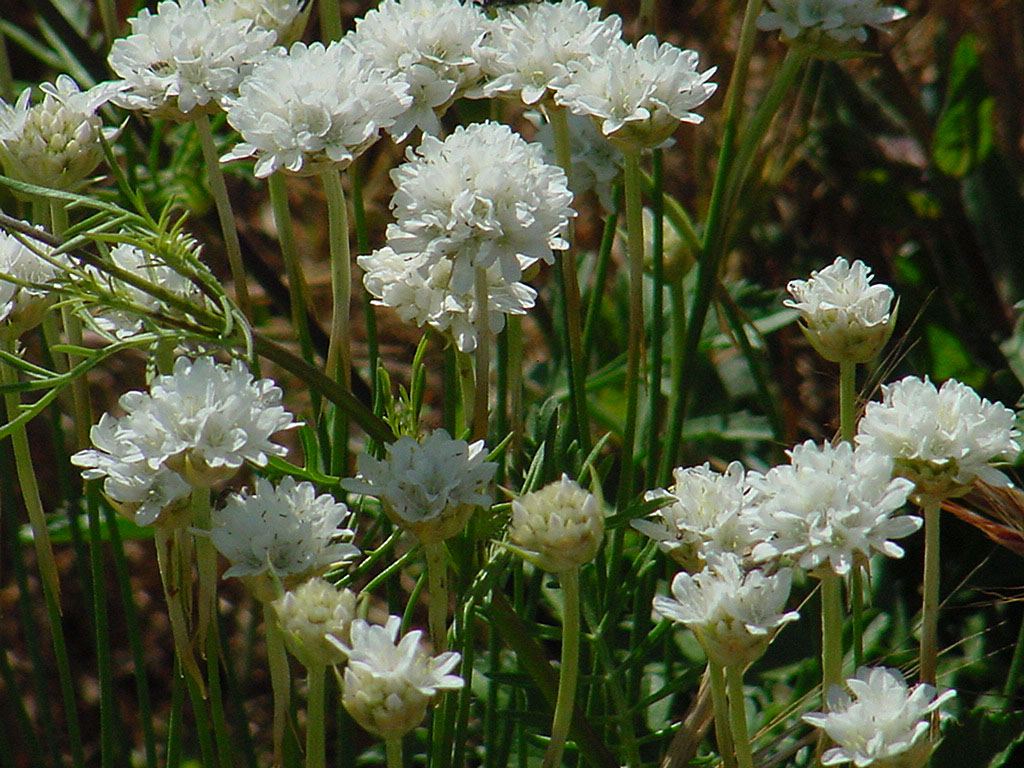
Arméria faux Plantain Armeria arenaria
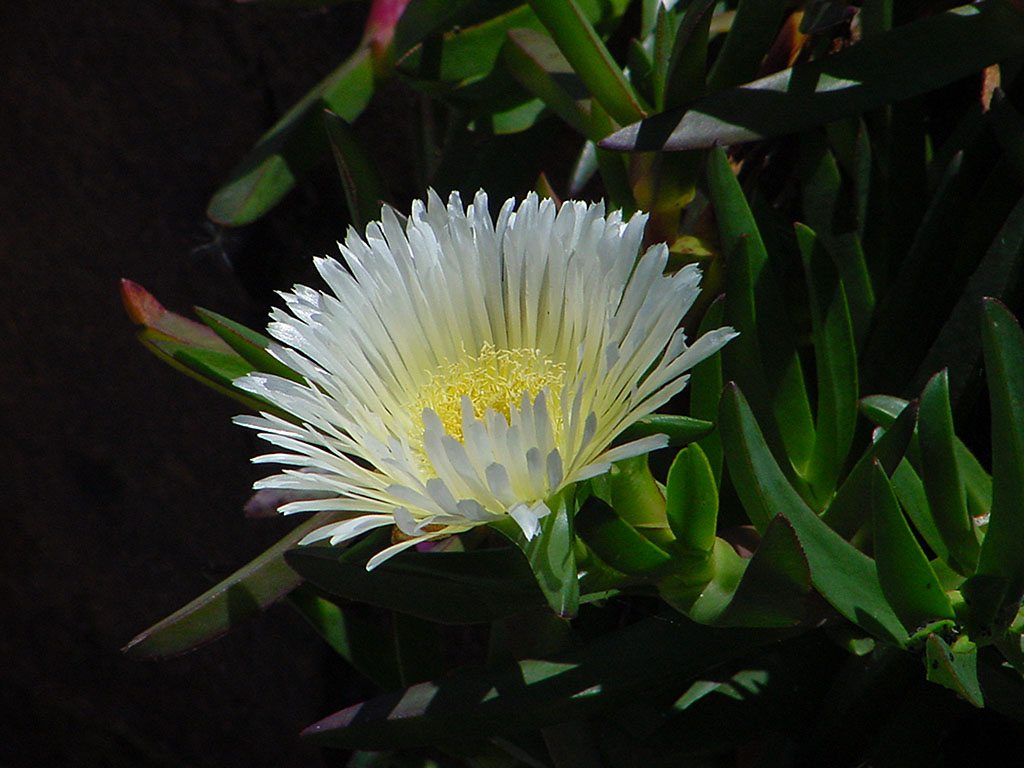
Figuier des Hottentots Carpobrotus edulis
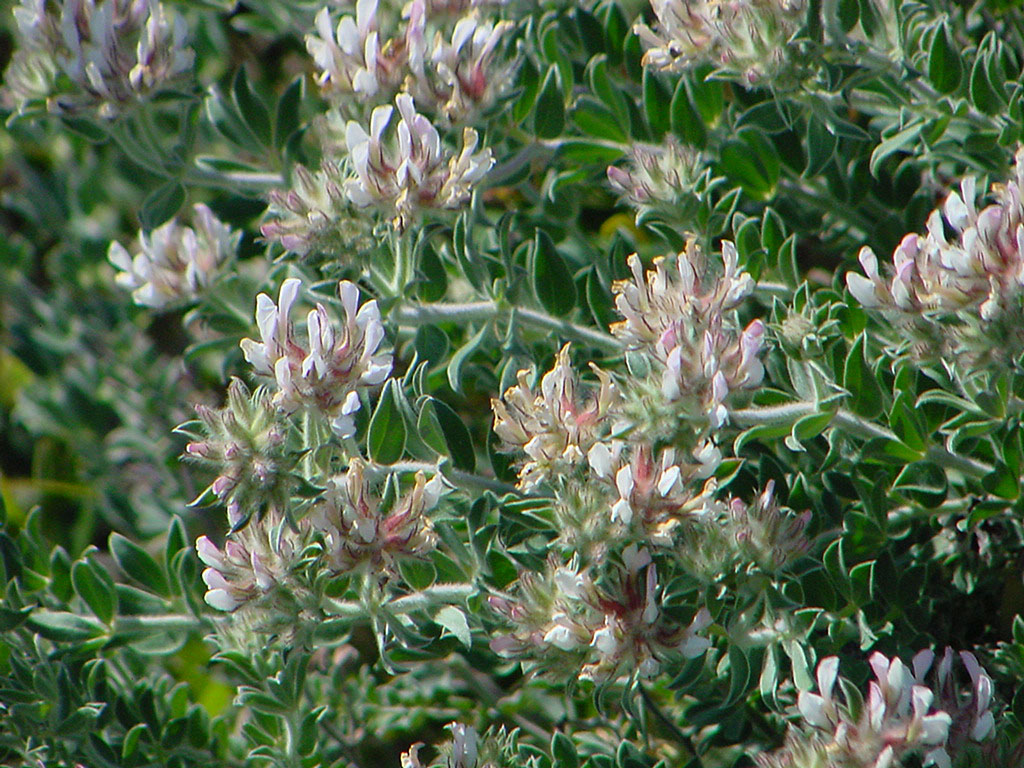
Dorycnium hérissé Dorycnium hirsutum
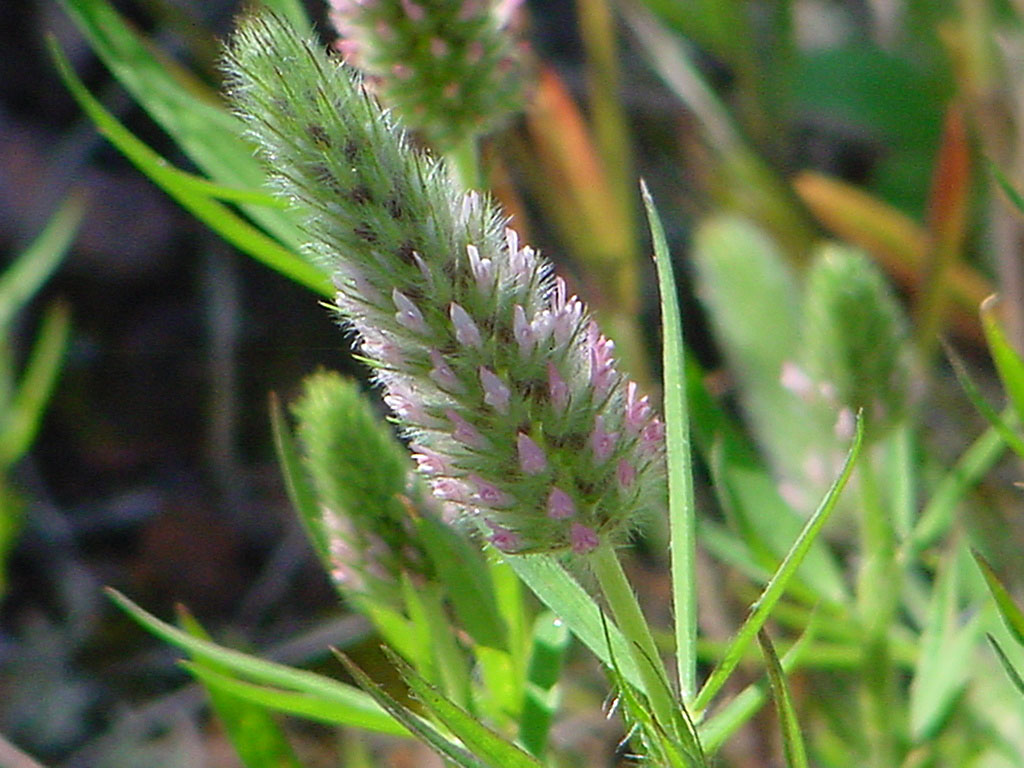
Trèfle à feuilles étroites Trifolium angustifolium
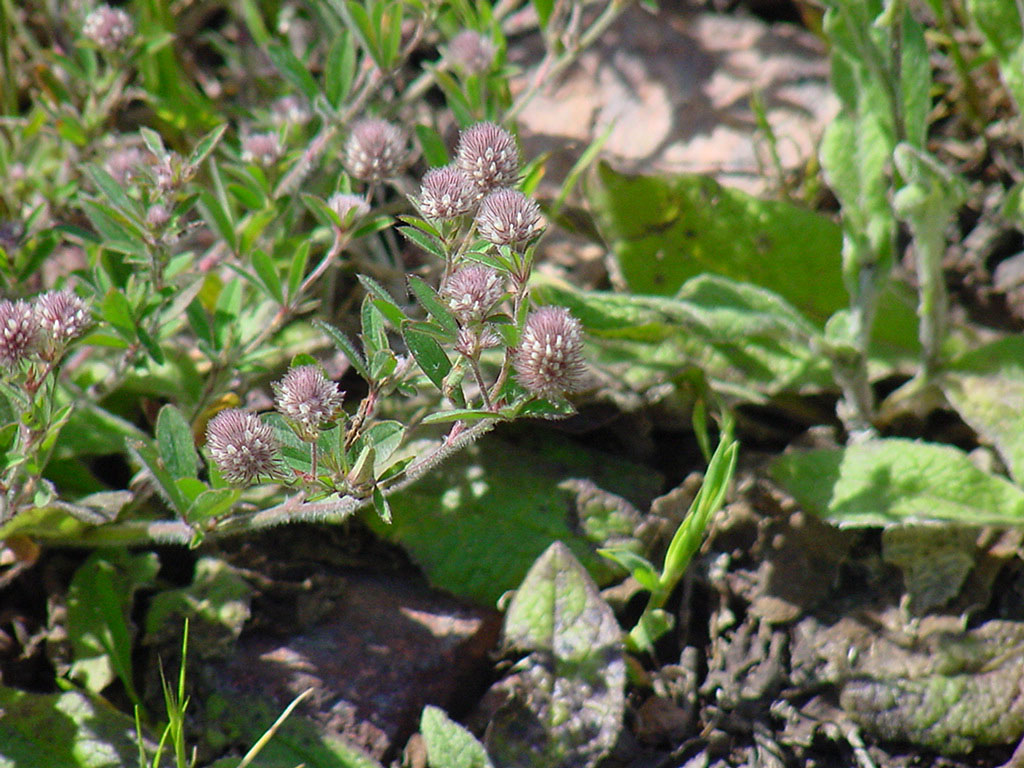
Pied-de-lièvre Trifolium arvense
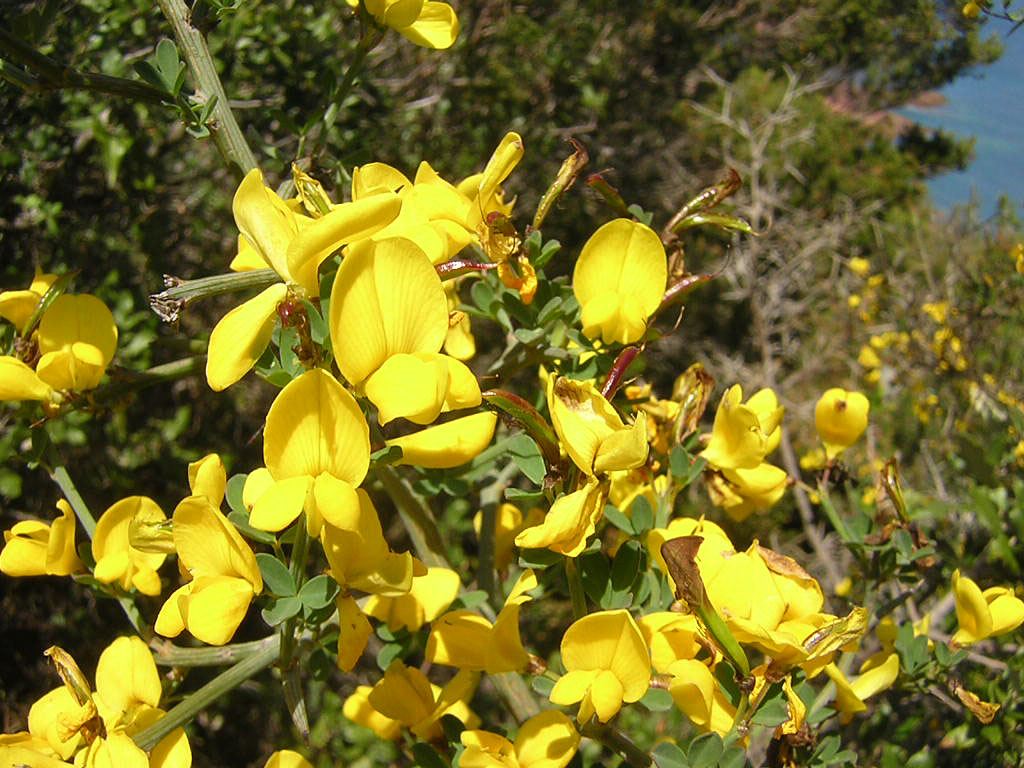
Genêt épineux Genista scorpius
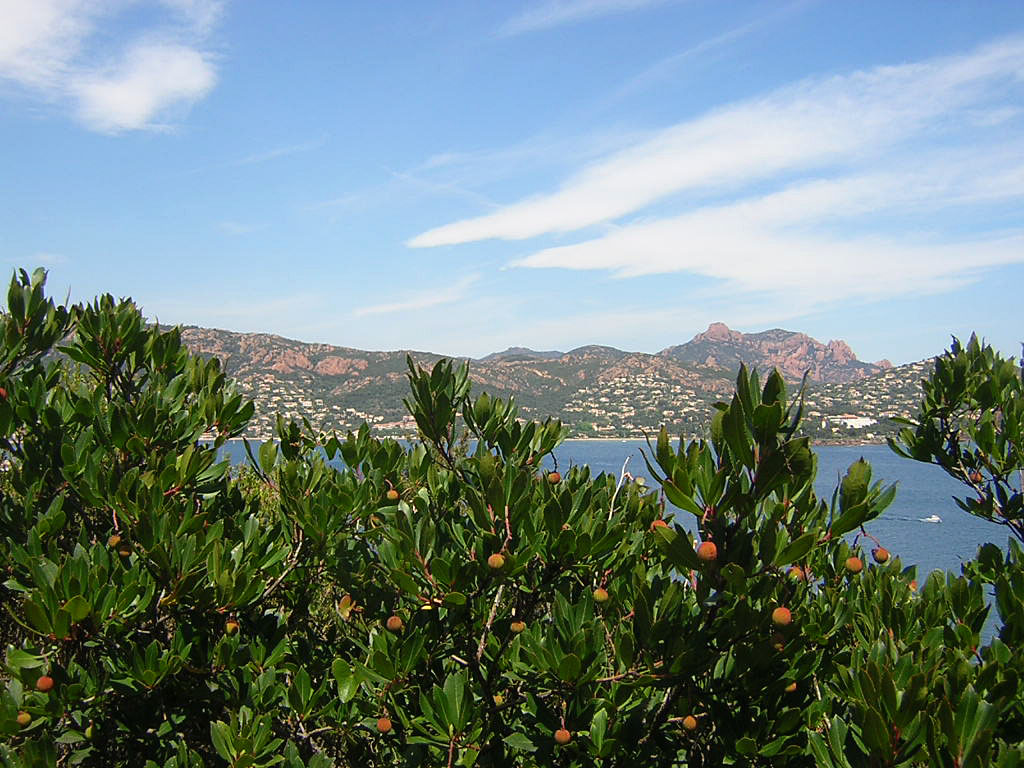
Arbousier Arbutus unedo
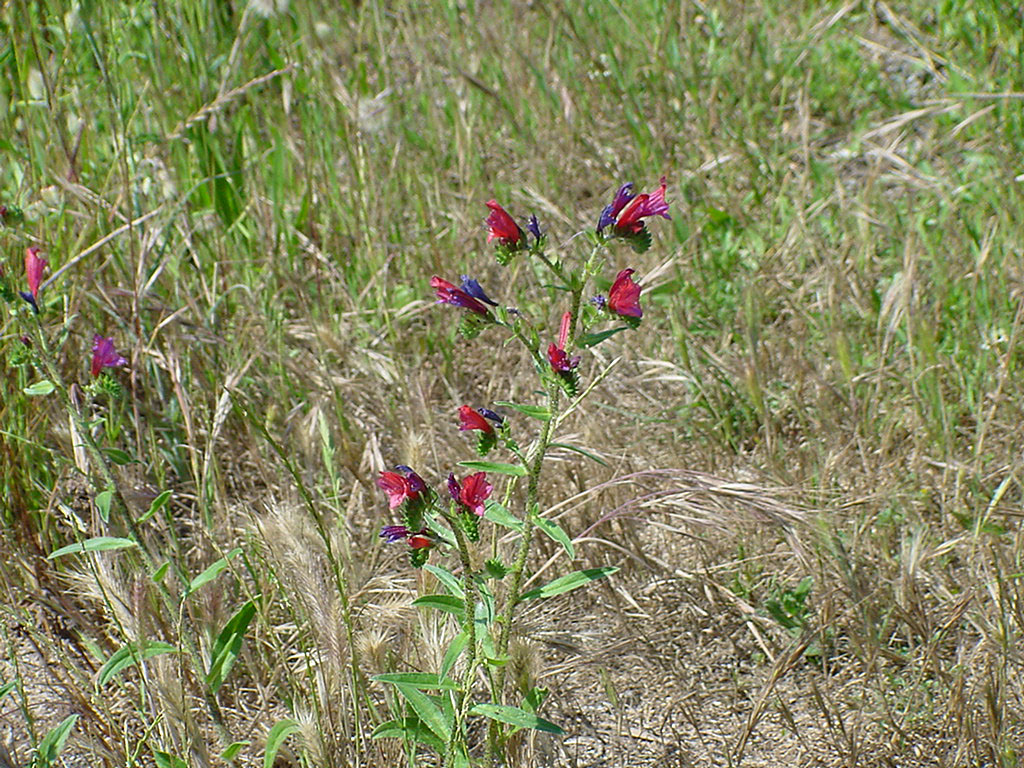
Vipérine de Crète Echium creticum

### Film tourné au Dramont
- 2011 : Au soldat inconnu, le débarquement de Provence, de Thomas Lemoine. Le film a reconstitué le débarquement des troupes alliées avec un chaland de débarquement, le Sabre, prêté par la Marine nationale.